# Metronom Eisenbahngesellschaft
Die Metronom Eisenbahngesellschaft mbH (Eigenschreibweise metronom) ist ein nichtbundeseigenes Eisenbahnverkehrsunternehmen (EVU) mit Sitz in Uelzen und zählt mit täglich über 100.000 Fahrgästen zu den größten nichtbundeseigenen Eisenbahnen Deutschlands.
Die Gesellschaft betreibt im öffentlichen Personennahverkehr (ÖPNV) unter der Marke metronom die Linien Hamburg–Bremen, Hamburg–Lüneburg–Uelzen, Uelzen–Celle–Hannover und Hannover–Northeim–Göttingen mit Bombardier-Doppelstockwagen wie auch unter der Marke enno die Linien Hannover–Gifhorn–Wolfsburg und Hildesheim–Braunschweig–Wolfsburg mit Elektrotriebwagen von Alstom. Die Verkehre werden auf Grund langlaufender Verkehrsverträge mit den folgenden ÖPNV-Aufgabenträgern erbracht: Der Landesnahverkehrsgesellschaft Niedersachsen (LNVG), der Region Hannover, den Stadtstaaten Hamburg und Bremen sowie dem Regionalverband Großraum Braunschweig.

## Geschichte

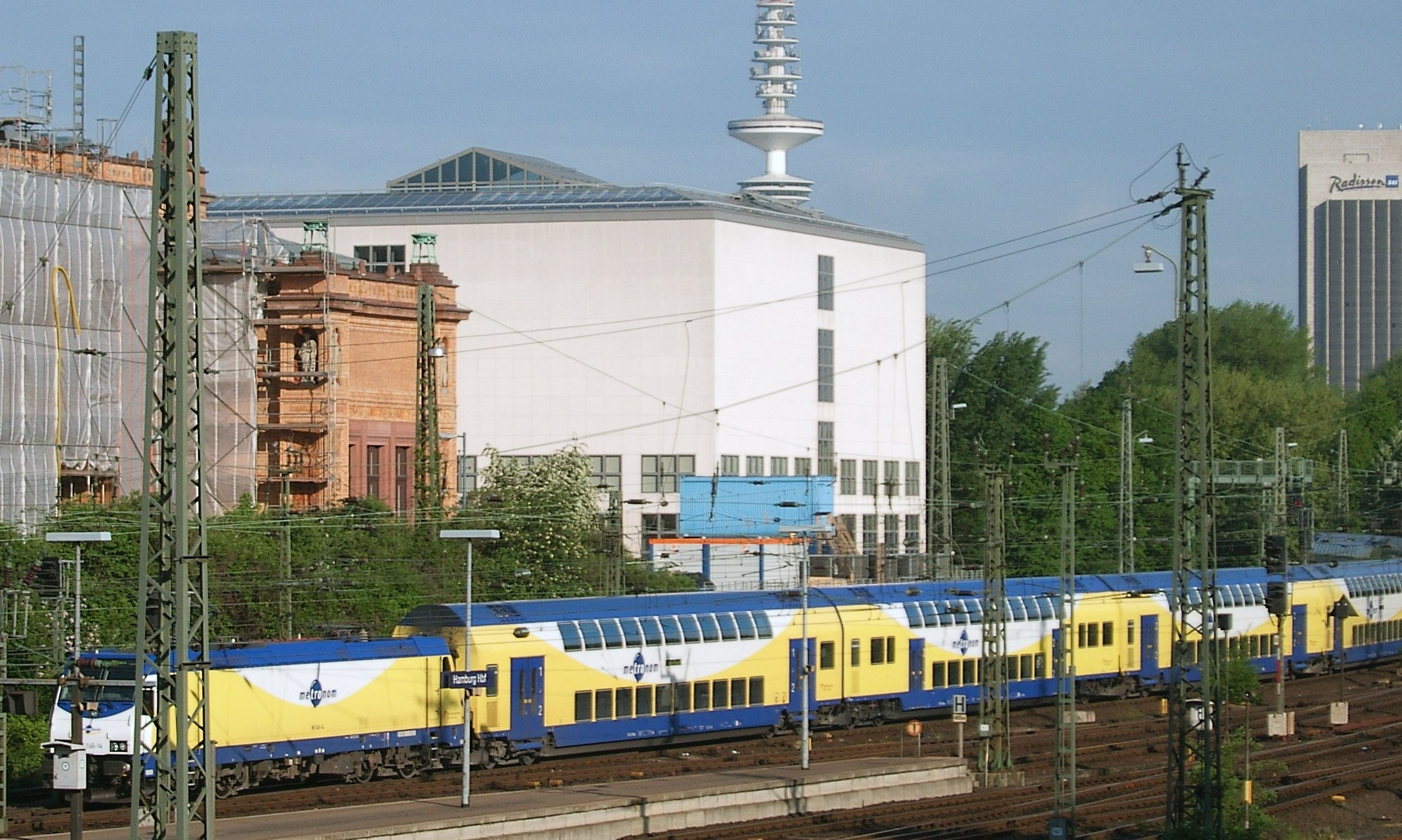
Metronom vor Einfahrt in den Hamburger Hauptbahnhof (Nordseite)

Ende der 1990er Jahre einigten sich die drei beteiligten Bundesländer Niedersachsen, Hamburg und Bremen darauf, die Regional-Express-Leistungen auf den Strecken Hamburg–Bremen und Hamburg–Uelzen nicht mehr wie bisher über eine Direktvergabe bei DB Regio zu bestellen, sondern ein neues Eisenbahnverkehrsunternehmen (EVU) zu gründen und die Verkehre im Zuge einer Ausschreibung im Wettbewerb zu vergeben. Der Betreiberwechsel sollte gleichzeitig für eine Angebotsverbesserung in Form von längeren Zügen und besserem Service genutzt werden.
Im Februar 2002 wurde das Unternehmen zunächst unter dem Namen MetroRail gegründet. Im Herbst 2003 wurde die Gesellschaft nach einem Rechtsstreit mit der Metro AG in ihren heutigen Namen metronom umbenannt und das Firmenlogo modifiziert.

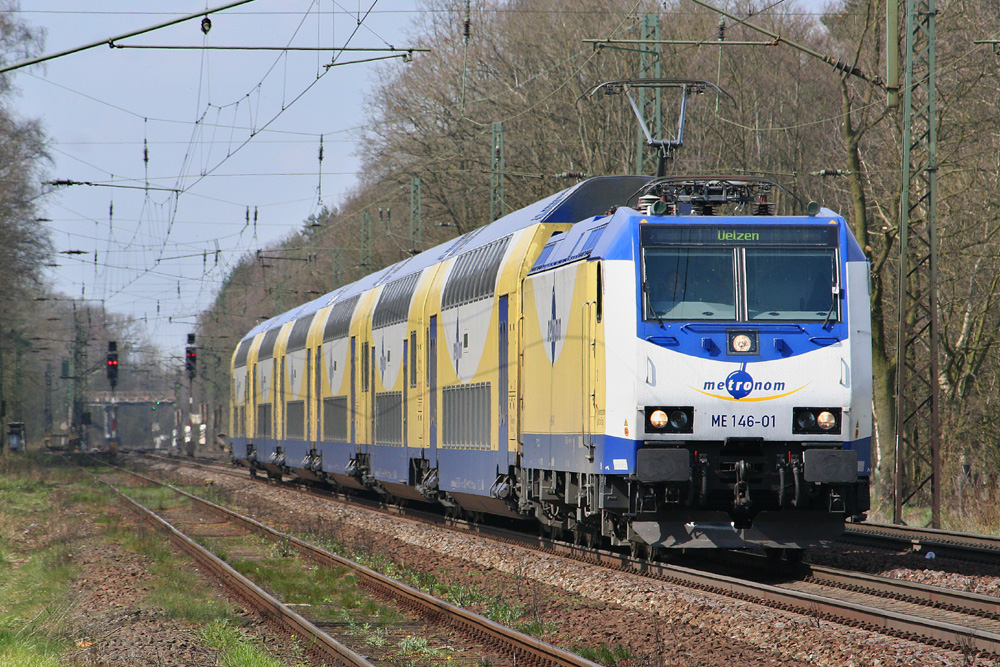
146-01 bei der Durchfahrt durch Radbruch

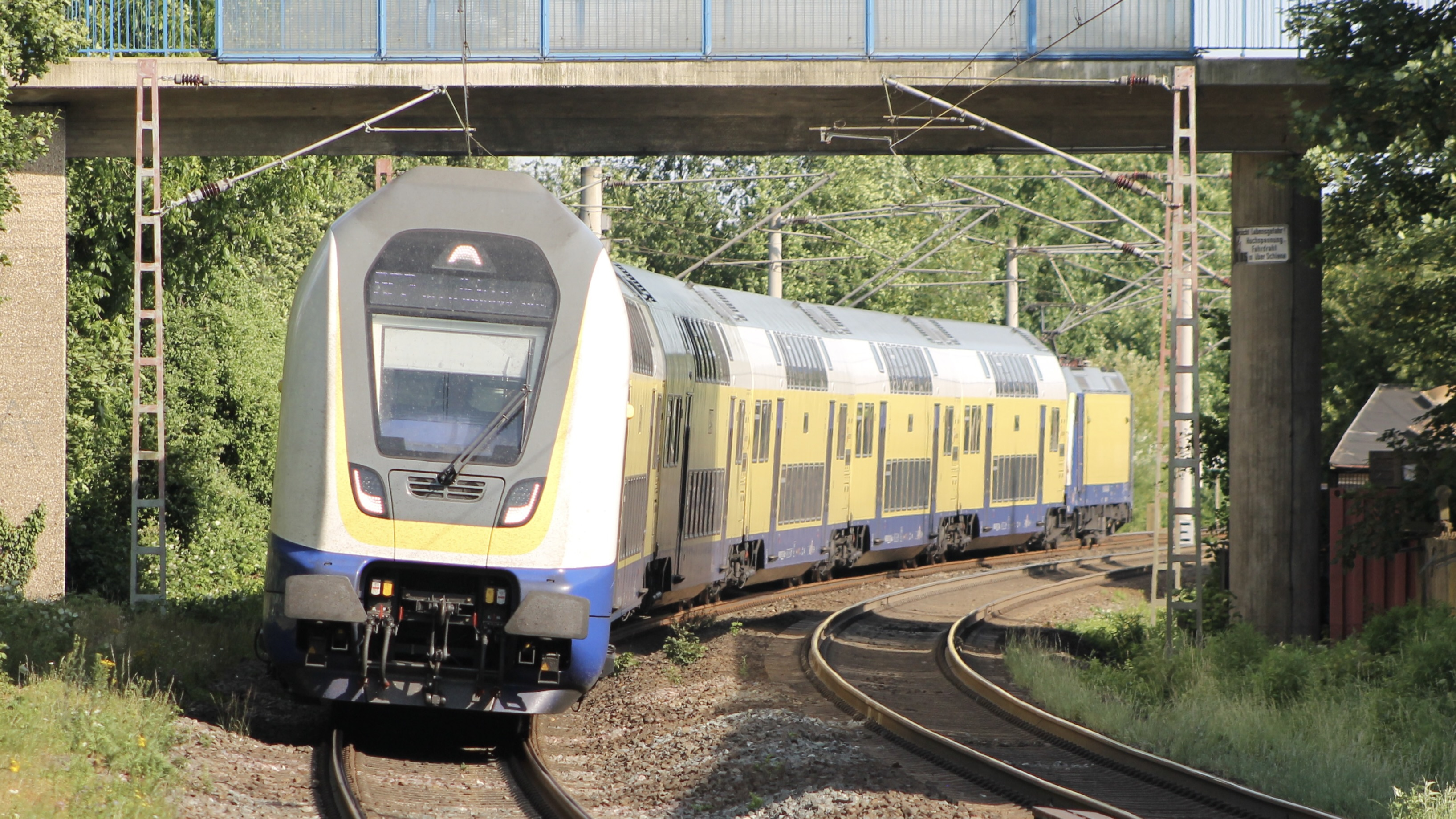
Metronom Twindexx in Alfeld (Leine)

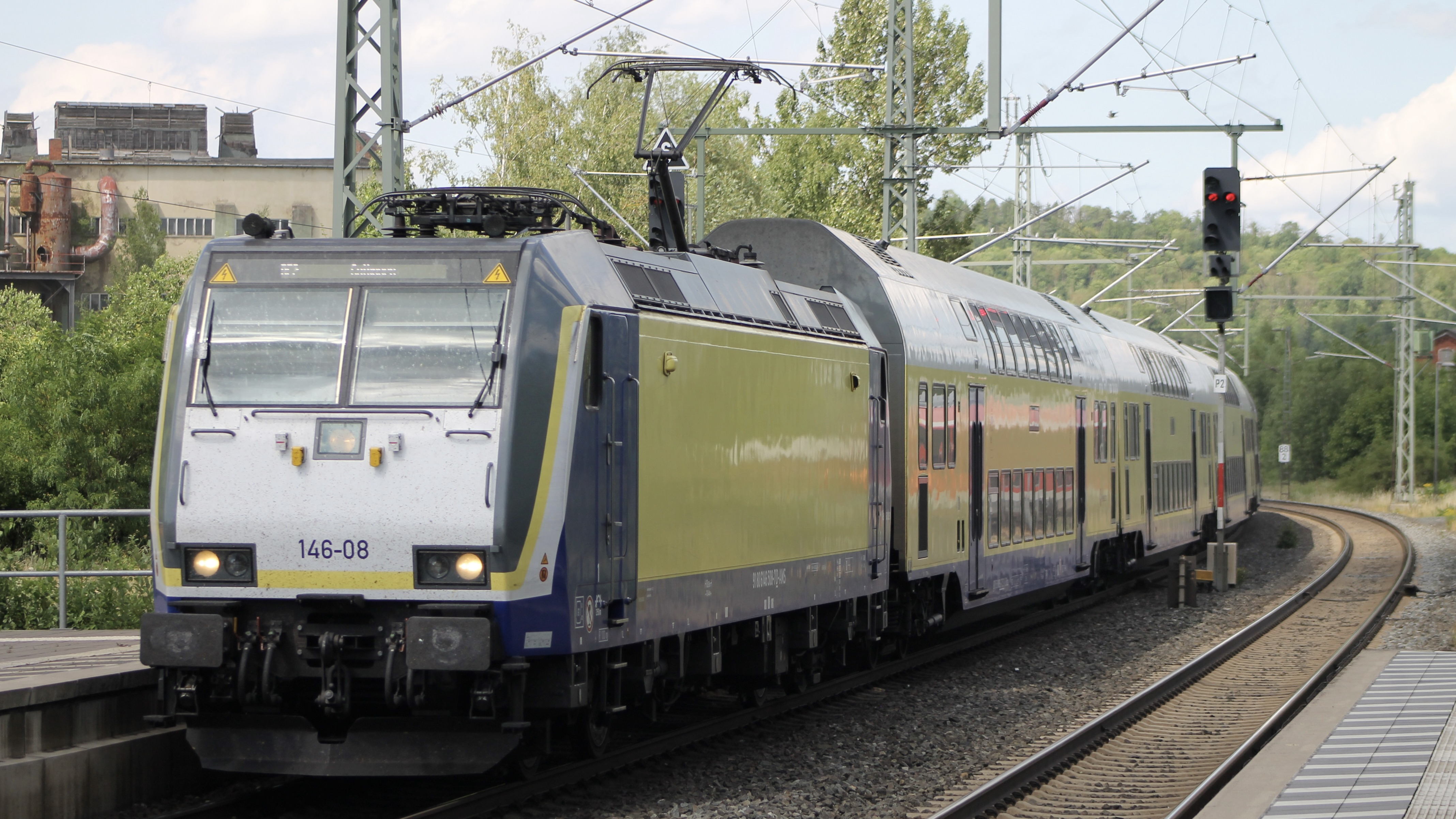
146-08 mit Twindexx-Wagenzug in Northeim

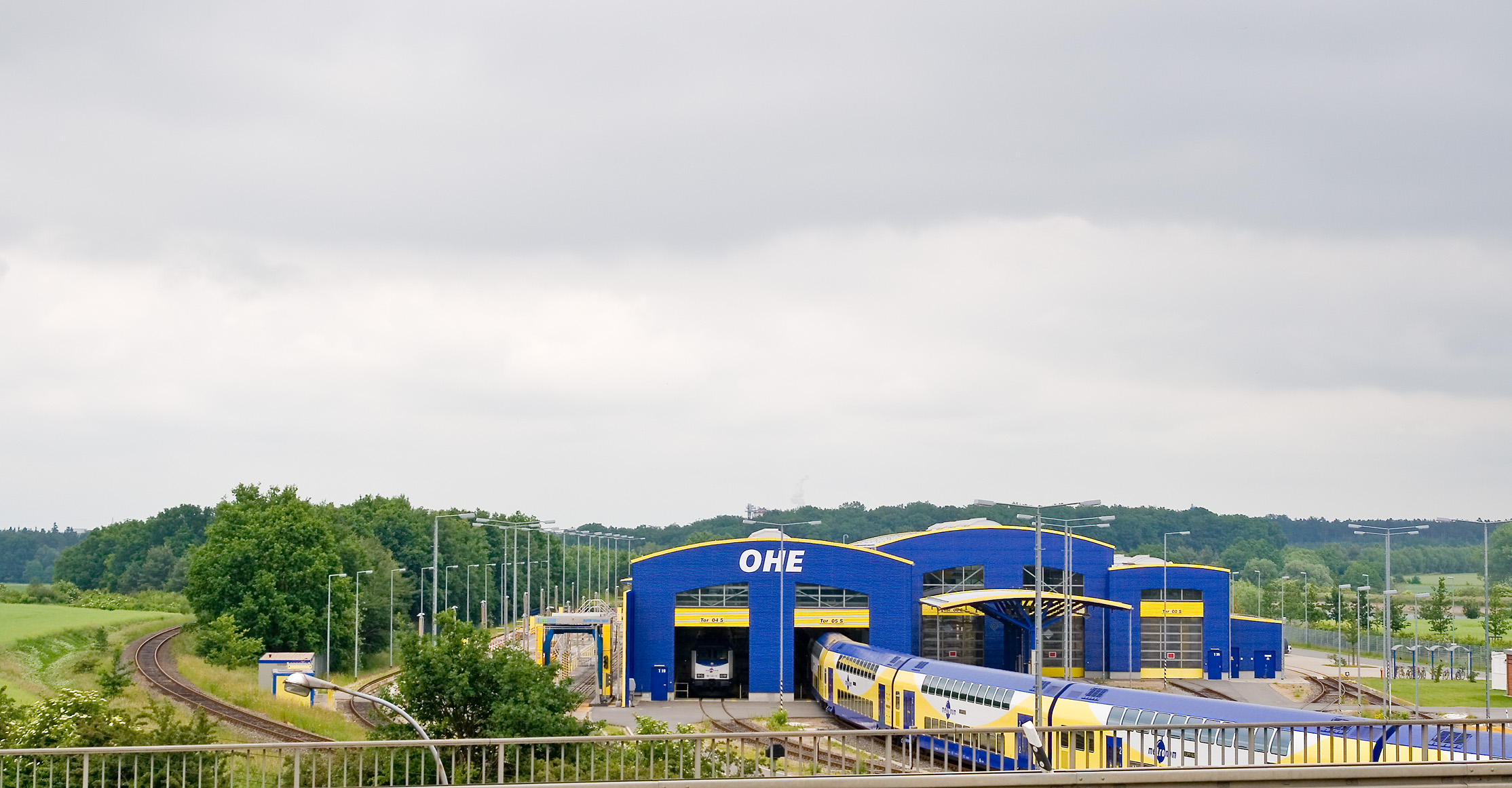
OHE-Bahnbetriebswerk Uelzen am „Dannenberger Bogen“, ganz links im Bild

Die Gesellschafterstruktur bestand ursprünglich aus drei Unternehmen. Im Einzelnen sind dies die NiedersachsenBahn (73,58 %) und BeNEX (eine Tochtergesellschaft der International Public Partnerships). Die Bremer Straßenbahn (BSAG) (5,0 %) (mittlerweile Bremer Verkehrsgesellschaft (BVG GmbH)) verkaufte ihre Anteile 2018 an die NiedersachsenBahn und die Benex. Die NiedersachsenBahn GmbH fungiert dabei als Betriebsgesellschaft und ist ein Zusammenschluss der OHE (60 %) mit Sitz in Celle und der EVB (40 %) in Zeven.
Im April 2007 wurde die Mehrheit der OHE vom Land Niedersachsen, der Bundesrepublik Deutschland und der DB Regio nach einem Bieterverfahren an die Arriva-Bachstein GmbH verkauft (seit dem 23. März 2011 Netinera Bachstein GmbH), an der Netinera (damals Arriva Deutschland) mit 86 % beteiligt ist. Indirekt kontrolliert seither Netinera somit 30,7 % des Kapitals des Metronom und ist damit ihr größter Anteilseigner.
Zum 14. Dezember 2003 nahm die Metronom Eisenbahngesellschaft den Betrieb auf ihren ersten Relationen Hamburg–Bremen und Hamburg–Uelzen auf. Am 20. Dezember 2017 gab die LNVG den Zuschlag an Metronom im Vergabeverfahren „Hansenetz und Uelzen–Göttingen“ bekannt. Mit diesem neuen Verkehrsvertrag wird Metronom die Linien Hamburg–Bremen, Hamburg–Uelzen und Uelzen–Hannover–Göttingen für 15 Jahre, von Dezember 2018 bis Dezember 2033, betreiben.
Metronom besitzt keine eigenen Fahrzeuge, diese gehören den Fahrzeugpools des Landes Niedersachsen (Metronom-Doppelstockzüge) bzw. des Regionalverbands Großraum Braunschweig (enno-Triebwagen). Metronom hat als Eisenbahnverkehrsunternehmen die Betreiberverantwortung inne, verantwortet also die Zuverlässigkeit und Sicherheit des gesamten Bahnbetriebes. Alle Lokomotiven und Wagen werden im Bahnbetriebswerk Uelzen durch Personal der OHE im Auftrag des Herstellers Bombardier unterhalten. Dieses Bahnbetriebswerk wurde eigens für die Wartung der Metronom-Züge gebaut und befindet sich im Norden Uelzens, am sogenannten „Dannenberger Bahnbogen“.
Die Züge des Metronom für die Niederelbebahn wurden von 2007 bis 2018 in Bremervörde bei der EVB unterhalten. Das dortige Betriebswerk wurde dafür um Anlagen der Firma Bombardier erweitert. Die Züge wurden über die Strecke Stade–Bremervörde zum Betriebsbeginn/-schluss mit zwei Einheiten zusammengekuppelt überführt.
Mit der Überwachung und Disposition ihrer Züge hat die Metronom Eisenbahngesellschaft ebenfalls die OHE beauftragt. Von Celle aus kontrollieren Mitarbeiter der OHE das gesamte Betriebsgeschehen und leiten bei Unregelmäßigkeiten (z. B. Verspätungen, Streckensperrungen, Personalausfälle, Fahrzeugstörungen) entsprechende Maßnahmen ein. Die Elektrotriebwagen des enno-Netzes werden im Betriebswerk der Alstom Transport Deutschland in Braunschweig gewartet.
Seit 2010 ist Metronom mit damals bereits 9,3 Millionen Zugkilometern und über 100 000 Fahrgästen pro Tag die größte nichtbundeseigene Eisenbahn. Metronom ist Mitglied im TBNE und im VDV.
2015 etablierte Metronom enno als neue eigenständige Marke für den Betrieb der beiden neu in einer Ausschreibung gewonnenen Linien in der Metropolregion Hannover-Braunschweig-Göttingen-Wolfsburg.
Im Dezember 2017 erhielt Metronom den Zuschlag in der Ausschreibung Hansenetz 2018+ unter Federführung der LNVG für die Linien RE 2, RE 3, RE 4, RB 31 und RB 41 für den Zeitraum vom 9. Dezember 2018 bis Dezember 2033.
Das Angebot sollte in den Randlagen und am Wochenende verstärkt werden, grundsätzlich sollten Züge mit mindestens sechs Wagen verkehren und auch zweistündlich eine direkte Verbindung Hannover–Hamburg angeboten werden.
Die Linie RE 5 Hamburg–Cuxhaven wird seit dem 9. Dezember 2018 von der Verkehrsgesellschaft Start Unterelbe mbH bedient. Dabei handelt es sich um ein neu gegründetes Tochterunternehmen der Regionalverkehre Start Deutschland GmbH, die wiederum ein Tochterunternehmen der DB Regio ist.
Am 31. Januar 2024 wurde bekannt, dass das Unternehmen mit dem Land Niedersachsen über einen vorzeitigen Ausstieg aus dem Verkehrsvertrag für das Hanse-Netz zu Juni 2026 verhandelt. Als Grund wurden durch gestiegene Kosten verursachte finanzielle Verluste angegeben. Im März 2024 kam es schließlich zu einer Einigung. Die Verkehrsverträge werden wie von Metronom gewünscht im Juni 2026 vorzeitig beendet und die Verkehre neu ausgeschrieben.
Für den anschließenden Teil der ursprünglichen Vertragslaufzeit bis Dezember 2033 wurde das Hanse-Netz erneut ausgeschrieben und in zwei Lose aufgeteilt. Es bestand eine Loslimitierung, ein Unternehmen konnte nur für maximal eines der Lose den Zuschlag erhalten. Die Ausschreibung begann im Juli 2024. Im Juli 2025 berichtete die Metronom Eisenbahngesellschaft, dass sie den Zuschlag für das Los mit den Linien RE 3, RE 4, RB 31 und RB 41 erhalten habe. Die Linie RE 2 werde an DB Regio vergeben.

## Betrieb

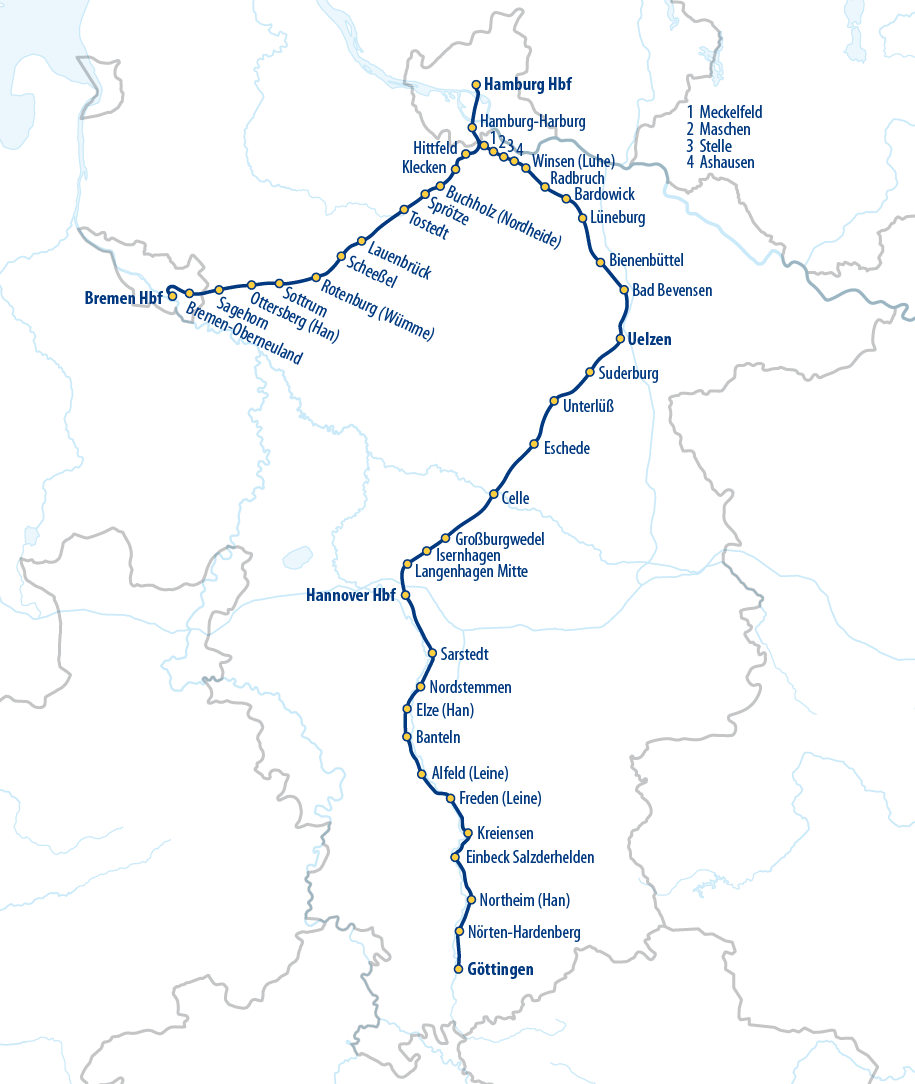
Strecken, auf denen Metronom-Doppelstockzüge verkehren

### Aktueller Verkehr
Durch die Einführung von Liniennummern in Niedersachsen zum Fahrplanwechsel am 14. Dezember 2014 erhielt diese auch Metronom; sie sind auf den Fahrplänen angegeben und von außen am Zug erkennbar.
| Linie | Zuglauf                                                                                  | Takt (min)                                                   | Vertragslaufzeit (Fahrplanwechsel im)                |
| ----- | ---------------------------------------------------------------------------------------- | ------------------------------------------------------------ | ---------------------------------------------------- |
| RE 2  | Uelzen – Celle – Hannover Hbf – Northeim – Göttingen                                     | 120 (Uelzen – Hannover) 60 (Hannover – Göttingen)            | Dezember 2018 – Juni 2026 (ursprüngl. bis Dez. 2033) |
| RE 3  | Hamburg Hbf – Hamburg-Harburg – Winsen (Luhe) – Lüneburg – Uelzen – Celle – Hannover Hbf | 60 (Hamburg – Uelzen) 120 (Uelzen – Hannover)                | Dezember 2018 – Juni 2026 (ursprüngl. bis Dez. 2033) |
| RE 4  | Hamburg Hbf – Hamburg-Harburg – Buchholz – Tostedt – Rotenburg (Wümme) – Bremen Hbf      | 60                                                           | Dezember 2018 – Juni 2026 (ursprüngl. bis Dez. 2033) |
| RE 30 | Wolfsburg Hbf – Gifhorn – Lehrte – Hannover Hbf (unter dem Markennamen enno)             | 60                                                           | Dezember 2015 – Dezember 2025                        |
| RE 50 | Wolfsburg Hbf – Braunschweig Hbf – Hildesheim Hbf (unter dem Markennamen enno)           | 30 (Wolfsburg – Braunschweig) 60 (Braunschweig – Hildesheim) | Dezember 2015 – Dezember 2025                        |
| RB 31 | Hamburg Hbf – Hamburg-Harburg – Winsen (Luhe) – Lüneburg                                 | 60                                                           | Dezember 2018 – Juni 2026 (ursprüngl. bis Dez. 2033) |
| RB 41 | Hamburg Hbf – Hamburg-Harburg – Buchholz – Tostedt – Rotenburg (Wümme) – Bremen Hbf      | 60                                                           | Dezember 2018 – Juni 2026 (ursprüngl. bis Dez. 2033) |

#### Hamburg–Bremen (Weser-Takt) und Hamburg–Uelzen (Elbe-Takt)
Seit Dezember 2003 werden die Nahverkehrsstrecken Hamburg–Bremen und Hamburg–Uelzen als schneller Regionalverkehr bedient. Grundlage war zunächst ein siebenjähriger Verkehrsvertrag, der nach einer „freihändigen Vergabe“ abgeschlossen wurde. Bestandteil des Vertrages waren nur die schnellen RE-Leistungen, während die an jeder Station haltenden Regionalbahnen (RB) zunächst weiterhin von DB Regio betrieben wurden. Metronom setzt seitdem auf diesen Strecken in der Regel Einheiten mit sechs oder acht Doppelstockwagen ein, wobei der Steuerwagen am nördlichen Zugende geführt wird. Zum Fahrplanwechsel im Dezember 2010 wurden zusätzlich die Regionalbahnen unter dem Namen MetronomRegional (MEr) übernommen. Die LNVG bezeichnet diese Relationen intern als Hanse-Netz.
Die Zahl der Fahrgäste stieg in den ersten beiden Betriebsjahren (2004 und 2005) um mehr als 50 Prozent an. Im Jahr 2005 wurden 590 Millionen Personenkilometer zurückgelegt und 2003 (dem letzten Betriebsjahr von DB Regio auf den Linien) hatte die Verkehrsleistung bei 393 Millionen Personenkilometer gelegen.

#### Hannover–Göttingen (Leinetal-Takt) und Hannover–Uelzen (Aller-Takt)
Am 11. Dezember 2005 nahm Metronom den Betrieb auf der Strecke Uelzen–Hannover–Göttingen (KBS 110/350) im Stundentakt auf. Dem auf acht Jahre angelegten Verkehrsvertrag zwischen der Metronom Eisenbahngesellschaft und dem Land Niedersachsen sowie der Region Hannover lag eine gewonnene europaweite Ausschreibung zugrunde sowie eine Verlängerungsoption bis Dezember 2015. Die Metronom-Züge auf dieser Strecke haben meist sechs Wagen. Seit dem Fahrplanwechsel im Dezember 2009 hält der Metronom nicht mehr an den Bahnhöfen Hannover Bismarckstraße, Hannover Messe/Laatzen (ausgenommen zu Messezeiten), Rethen (Leine) sowie Barnten, wo er bis dahin zweistündlich gehalten hatte. Diese Stationen werden seitdem von der Linie S 4 der S-Bahn Hannover bedient.
Nach 100 Betriebstagen wurden auf der Linie etwa 12 000 Fahrgäste pro Tag befördert. Dies entspricht einer Zunahme von zehn Prozent. Die Pünktlichkeitsquote stieg von 92 auf 95 Prozent.
Bis Dezember 2010 und seit Dezember 2012 befahren einzelne Metronom-Züge die Strecke Hamburg–Uelzen–Hannover–Göttingen durchgehend.

#### Hamburg–Lüneburg und Hamburg–Bremen
Von Ende 2007 bis Ende 2010 wurden die Regionalbahnlinien Hamburg–Lüneburg und Hamburg–Tostedt (einzelne Fahrten auch darüber hinaus) unter dem Produktnamen „MetronomRegional“ (MEr) gefahren. Beide Leistungen wurden im Rahmen einer Ausschreibung vergeben, zu der nur die Metronom Eisenbahngesellschaft als einziges Unternehmen ein Angebot abgab.
Ab Dezember 2010 wurde im Rahmen einer Neuausschreibung die bisherige MetronomRegional-Verbindung Hamburg–Tostedt bis Bremen Hauptbahnhof durchgebunden, die Halte Hamburg-Altona und Hamburg Dammtor fielen weg. Damit entfiel auch die Verstärkerlinie Bremen–Rotenburg der DB Regio mit n-Wagen und Lokomotiven der Baureihe 143. Dieses Projekt wurde anfangs als Metropolenbahn bezeichnet und hatte dann den Namen Hanse-Netz.
Im Dezember 2012 wurde der MetronomRegional in den Fahrplänen mit „Metronom – Zug hält überall“ bezeichnet, ein Jahr später wurden alle bisherigen Merkmale durch eine Laufschrift auf den Anzeigetafeln („hält überall“ bzw. „hält nicht überall“) ersetzt.
Durch die Einführung von Liniennummern ab dem 14. Dezember 2014 fahren sie als RB 31 und RB 41. Dadurch ist besser erkennbar, ob es sich um einen Regional-Express (RE) oder eine Regionalbahn (RB) handelt. Der Marketing-Slogan Ihre neue Nr. 1 – weniger voll, mehr Platz kam unterstützend hinzu.

#### Elektronetz Niedersachsen Ost

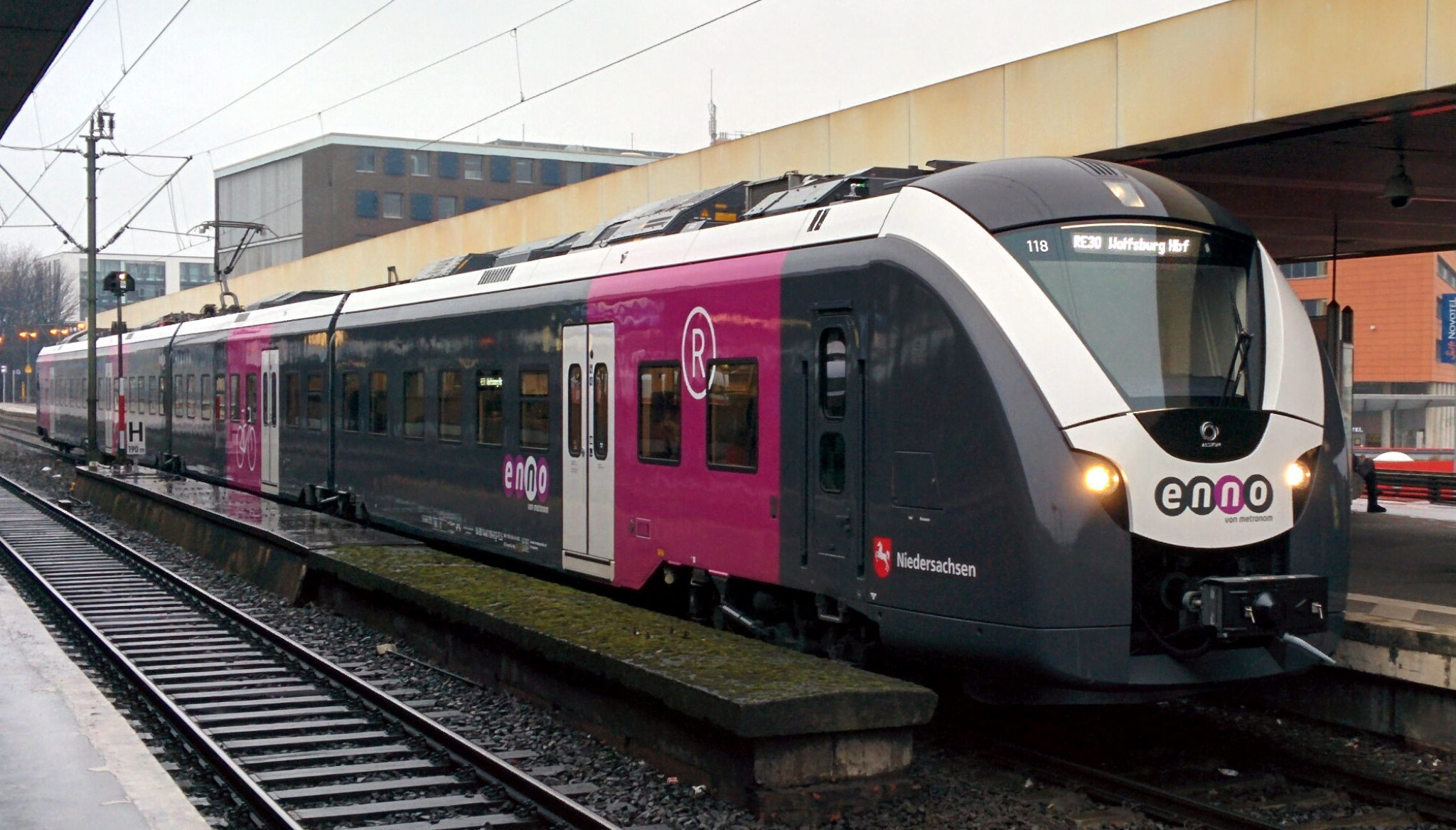
enno-Triebzug 1440 118 in Hannover Hbf nach Wolfsburg Hbf

Am 6. August 2014 wurde bekannt, dass der Metronom die Ausschreibung für das Elektronetz Niedersachsen Ost („ENNO“) gewonnen hat, das die Linien Wolfsburg–Gifhorn–Hannover (RE 30) und Wolfsburg–Braunschweig–Hildesheim (RE 50) umfasst. Der Vertrag beinhaltet zunächst 2,1 Millionen Zugkilometer pro Jahr, begann im Dezember 2015 und hat 10 Jahre Laufzeit. Zum Einsatz kamen zunächst 20 Elektrotriebwagen vom Typ Coradia Continental des Herstellers Alstom, die der ZGB (mittlerweile umbenannt in Regionalverband Großraum Braunschweig) in einem eigenen Fahrzeugpool zur Verfügung stellt. Die Fahrzeuge haben einen Wert von über 100 Millionen Euro. Betrieben werden diese Leistungen unter dem Markennamen „enno“, der sich vom Namen des Vergabenetzes ableitet.
Die Flotte wurde 2017 durch eine Nachbestellung bei Alstom um vier weitere Fahrzeuge auf nun 24 enno-Triebwagen erweitert. Diese ermöglichen dem Regionalverband und Metronom die Ausweitung der Leistungen und die Erhöhung der Sitzplatzkapazitäten im enno-Netz.
Zum Fahrplanwechsel im Dezember 2017 wurden die Leistungen des enno um 15 weitere Fahrten insbesondere zur Hauptverkehrszeit und in den Abendstunden erweitert. Insbesondere die Verbindung der Großstädte Braunschweig und Wolfsburg wurde hierdurch gestärkt. Nach Abschluss des zweigleisigen Ausbaus der Weddeler Schleife im März 2024 wurde ein Halbstundentakt zwischen Braunschweig und Wolfsburg eingeführt.
Das Elektro-Netz Niedersachsen Ost wurde vom Regionalverband Großraum Braunschweig (RGB) gemeinsam mit der Landesnahverkehrsgesellschaft Niedersachsen (LNVG) und der Region Hannover für den Zeitraum von Dezember 2025 bis Dezember 2038 erneut ausgeschrieben und im Juli 2024 an die Metronom Eisenbahngesellschaft vergeben. Es besteht die Option, den Verkehrsvertrag um zwei Jahre zu verlängern. Für den Betrieb werden weiterhin die vom RGB beschafften Triebzüge bereitgestellt.

### Ehemaliger Verkehr

#### Hamburg–Cuxhaven
Im Oktober 2006 gewann Metronom den Betrieb des Regionalverkehrs ab Dezember 2007 zwischen Hamburg und Cuxhaven („Niederelbebahn“) mit einer jährlichen Verkehrsleistung von 1,4 Millionen Zugkilometer. Das Unternehmen war der einzige Bieter in der Ausschreibung, die den Einsatz des landeseigenen Fahrzeugpools vorsah.
Die Strecke ist 115 Kilometer lang und zwischen Stade und Cuxhaven nicht elektrifiziert. Eingesetzt wurden die bekannten Metronom-Doppelstockwagen zusammen mit neu entwickelten Dieselloks der Baureihe 246. Ende 2018 hat die Metronom Eisenbahngesellschaft den Betrieb auf der Strecke Hamburg–Cuxhaven an die DB Regio AG abgegeben, die die erneute Ausschreibung gewonnen hatte und die Linie mit einem neuen Unternehmen unter der Marke START betreibt.
Von 2007 bis 2012 fuhr sonntags eine Einheit des Metronom als EVB-Nachtschwärmer-Zug von Hamburg Hbf (Abfahrt 0:07 Uhr) direkt nach Bremervörde (Ankunft 1:22 Uhr) und später als EVB-Fischmarktzug von Bremervörde (Abfahrt 5:25 Uhr) bis Hamburg Hbf (Ankunft 6:56 Uhr). Da die Bahnsteige der EVB-Bahnhöfe für den Metronom zu kurz waren, waren nur drei Doppelstockwagen für Fahrgäste freigegeben.

### Verbesserungen
Die Betriebsübernahme durch Metronom auf den Strecken Hamburg–Bremen und Hamburg–Lüneburg–Uelzen wurde gleichzeitig für die Umsetzung einer lange geplanten Angebotsverbesserung genutzt. Die DB-Regio-Züge waren aufgrund ihrer zu geringen Beförderungskapazität (eingesetzt wurden stets vier, in Einzelfällen sechs Doppelstockwagen) oft überfüllt und wegen der damit verbundenen längeren Fahrgastwechselzeiten oft verspätet. Zudem kam es mitunter zu Fahrzeugstörungen, wobei wegen der Höchstgeschwindigkeit des eingesetzten Fahrzeugmaterials von 140 km/h die Möglichkeit, Verspätungen aufzuholen, begrenzt war.
Um diese Mängel zu beheben, wurde Metronom mit einem fabrikneuen Fahrzeugpark von Bombardier ausgestattet und die Zuglänge auf sechs bis acht Doppelstockwagen erhöht. Die Wagen haben eine verbesserte Ausstattung (Leselampen, Snack- und Getränkeautomaten, Klimatisierung war auch schon in den DB-Zügen vorhanden), zudem sind die Lokomotiven leistungsstärker und erreichen eine Höchstgeschwindigkeit von 160 km/h. Dies führte zusammen mit weiteren Serviceverbesserungen bereits nach dem ersten Betriebsjahr zu einer Zunahme der Fahrgastzahlen um über 30 Prozent bei einer erzielten Pünktlichkeitsrate von durchschnittlich 95 Prozent. Eine Verkehrserhebung nach dem zweiten Jahr ergab einen Fahrgastzuwachs von 50 Prozent gegenüber der Regional-Express-Verbindung von DB Regio. Mittlerweile kommt es insbesondere im Pendlerverkehr nach Hamburg wieder mehrfach zu überfüllten Zügen. Die Metronom Eisenbahngesellschaft versucht daher seit Dezember 2012 mit einer „Sardinenzug-Kampagne“ regelmäßige Pendler auf weniger stark nachgefragte Metronom-Züge zu lenken.
Nach dem ersten Betriebsjahr auf den Relationen Hannover–Uelzen und Hannover–Göttingen war bereits ein Fahrgastzuwachs von 20 Prozent zu verzeichnen. Im Unterschied zu den Relationen Hamburg–Bremen und Hamburg–Uelzen lösten die Metronom-Züge hier sogar noch ältere einstöckige n-Wagen-Garnituren ab. Die Komfortsteigerung umfasste somit auch noch Luftfederung und Klimatisierung. Auf der Niederelbebahn wurden ebenfalls n-Wagen-Garnituren abgelöst.

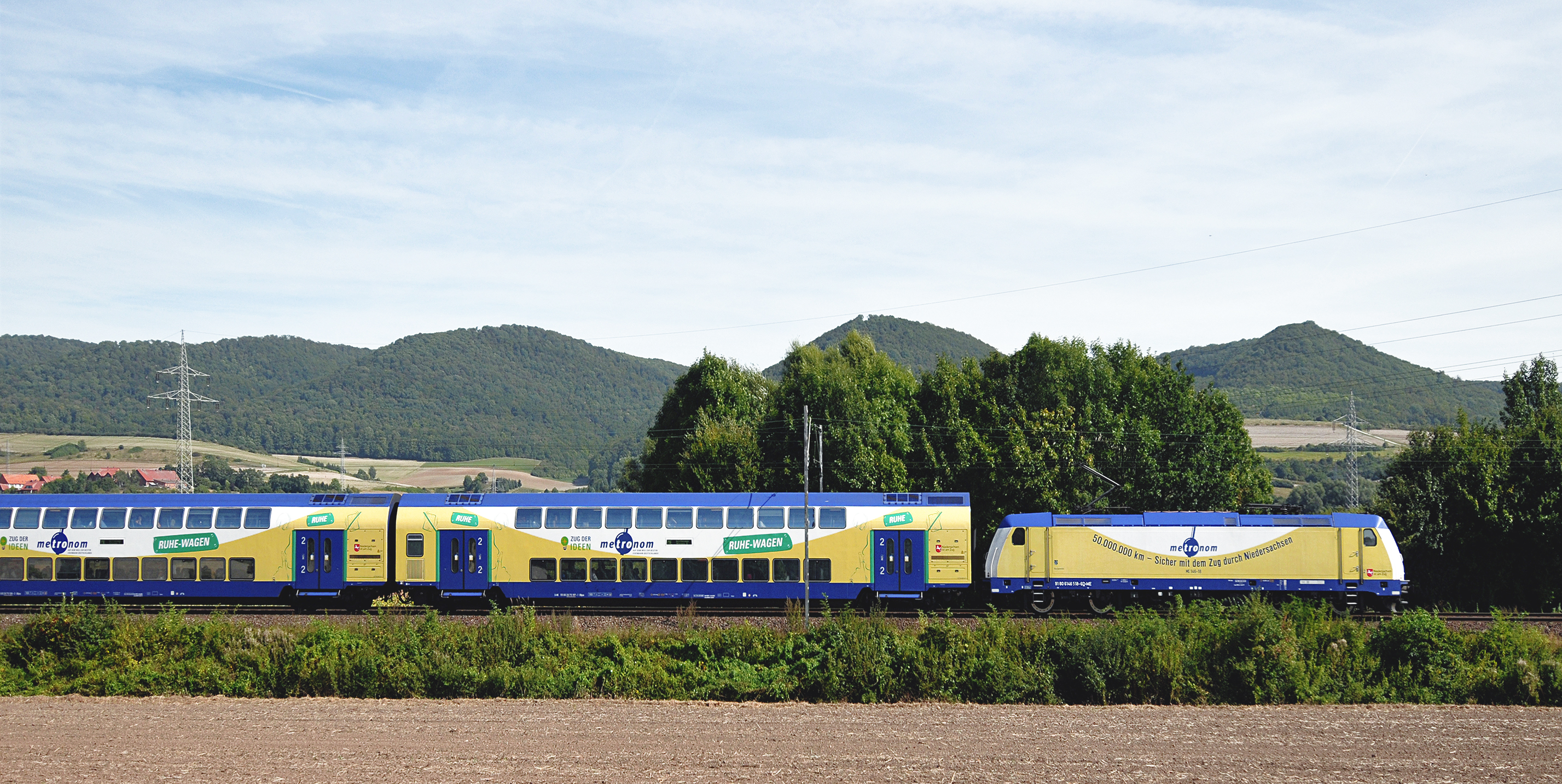
„Zug der Ideen“

Die Metronom-Züge hatten im September 2011 die Grenze von 50 Millionen Zugkilometern überschritten. Ab dem 6. Oktober 2011 trugen eine elektrische (146-18) und eine Diesellokomotive (246 004) folgende Sonderbeschriftung: „50.000.000 km sicher mit dem Zug durch Niedersachsen“. Dieser Schriftzug wurde bis 2017 mit Erreichen einer neuen runden Kilometersumme regelmäßig aktualisiert.

## Fahrzeuge

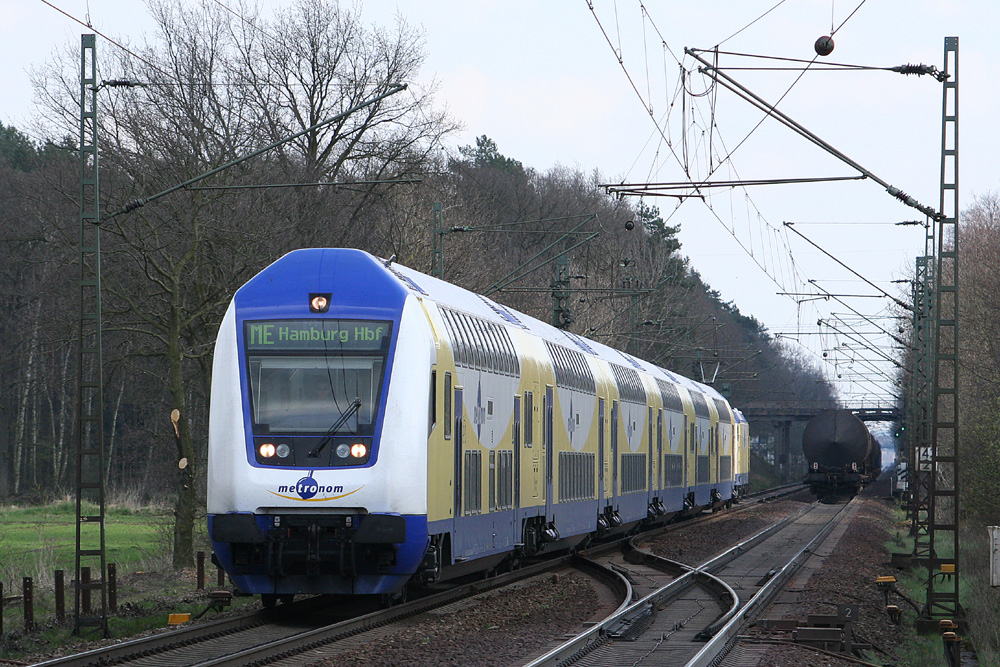
Steuerwagen in Radbruch

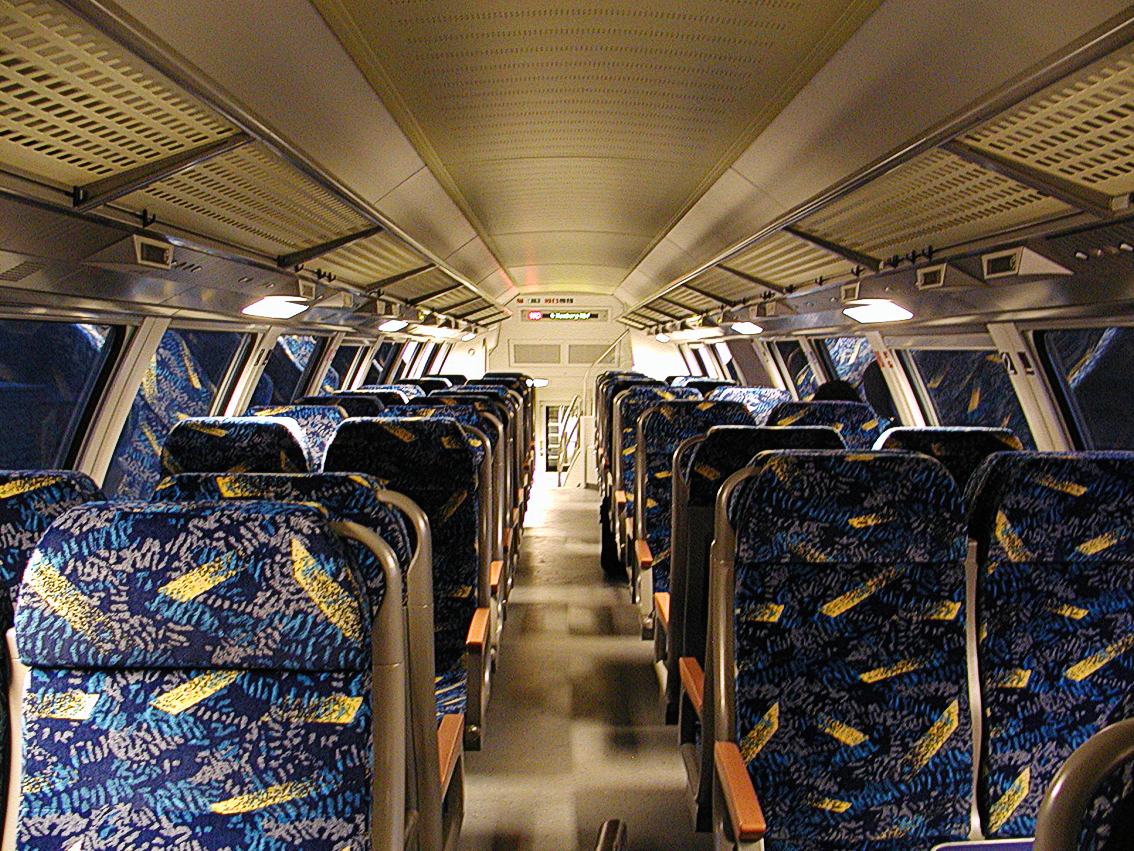
2. Klasse (Cuxhaven–Hamburg)

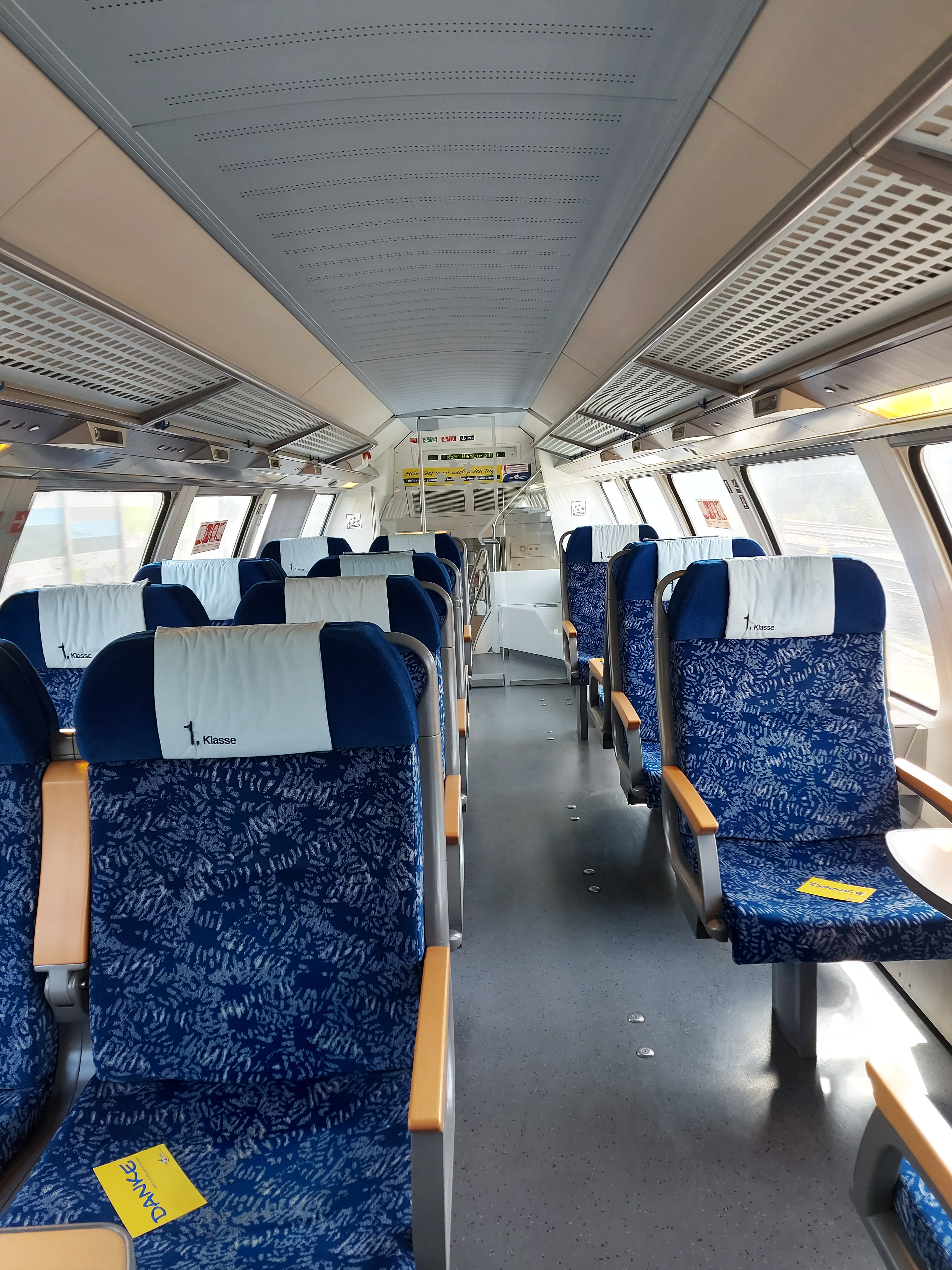
1. Klasse (Lüneburg–Hamburg)

Bei einer Pressekonferenz am 3. Juli 2003 wurde die erste der zehn Doppelstock-Wendezug-Garnituren vorgestellt.

### Ausstattung
Die Metronom-Züge – schon vor dem allgemeinen Rauchverbot in allen deutschen Personenzügen reine Nichtraucherzüge – bieten auf den Verbindungen Hannover–Göttingen und Hannover–Uelzen die Möglichkeit der kostenlosen Reservierung für Pendler („Stammplatz“), Rollstuhlfahrer und Fahrradgruppen. Im Unterdeck der Steuerwagen befindet sich ein Bistro-Bereich; bis zum Fahrplanwechsel am 9. Dezember 2018 waren dort Getränke- und Snackautomaten in Betrieb, die aufgrund sinkender Nachfrage außer Betrieb genommen und ausgebaut wurden. Die Wagen sind vollklimatisiert und luftgefedert.
In allen Metronom-Zügen ist das Bereitstellen und der Konsum von alkoholischen Getränken verboten.
Mobilitätseingeschränkten Reisenden steht in jedem Steuerwagen ein Mehrzweckabteil mit barrierefreier Toilette zur Verfügung, das über Rampen, die den Ein- und Ausstieg mit Rollstuhl ermöglichen, zu erreichen ist. Dennoch können Rollstuhlfahrer nicht überall problemlos ein- und aussteigen, da noch nicht alle angefahrenen Bahnsteige barrierefrei sind.
Die Höchstgeschwindigkeit der Metronom-Züge liegt bei 160 km/h. Damit ist die mögliche Geschwindigkeit höher als die der bisher üblichen Regionalbahnzüge, die meistens maximal 140 km/h fahren können, und spart (auch dank überarbeiteter Fahrpläne) auf der Strecke Hannover–Uelzen etwa acht bis elf Minuten und auf der Strecke Hannover–Göttingen sieben Minuten Reisezeit gegenüber den vorherigen Angeboten ein. So werden erstmals planmäßig alle ICE-Anschlüsse in Göttingen erreicht.
Auf die große Nachfrage nach mehr Fahrrad-Stellplätzen in den Zügen wurde seitens Metronom reagiert. Im Unterdeck einiger Mittelwagen wurden komplett alle Sitze entfernt und so zusätzliche Stellplätze geschaffen. Seit Frühjahr 2006 setzt Metronom auf allen Strecken im Sommer Wagen mit unterschiedlich großen Fahrradabteilen ein. Diese Doppelstockwagen verfügen im Gegensatz zu den anderen Mittelwagen über Tiefeinstiege, die ein einfaches Ein- und Ausladen ermöglichen. Jeweils im Herbst werden die für die Fahrradstellflächen ausgebauten Sitze wieder eingebaut.
Im Mai 2006 waren 18 neue Fahrradwagen (Typ DBdpza) in Betrieb genommen worden, die bis zu 30 Fahrradplätze im Unterdeck bieten.

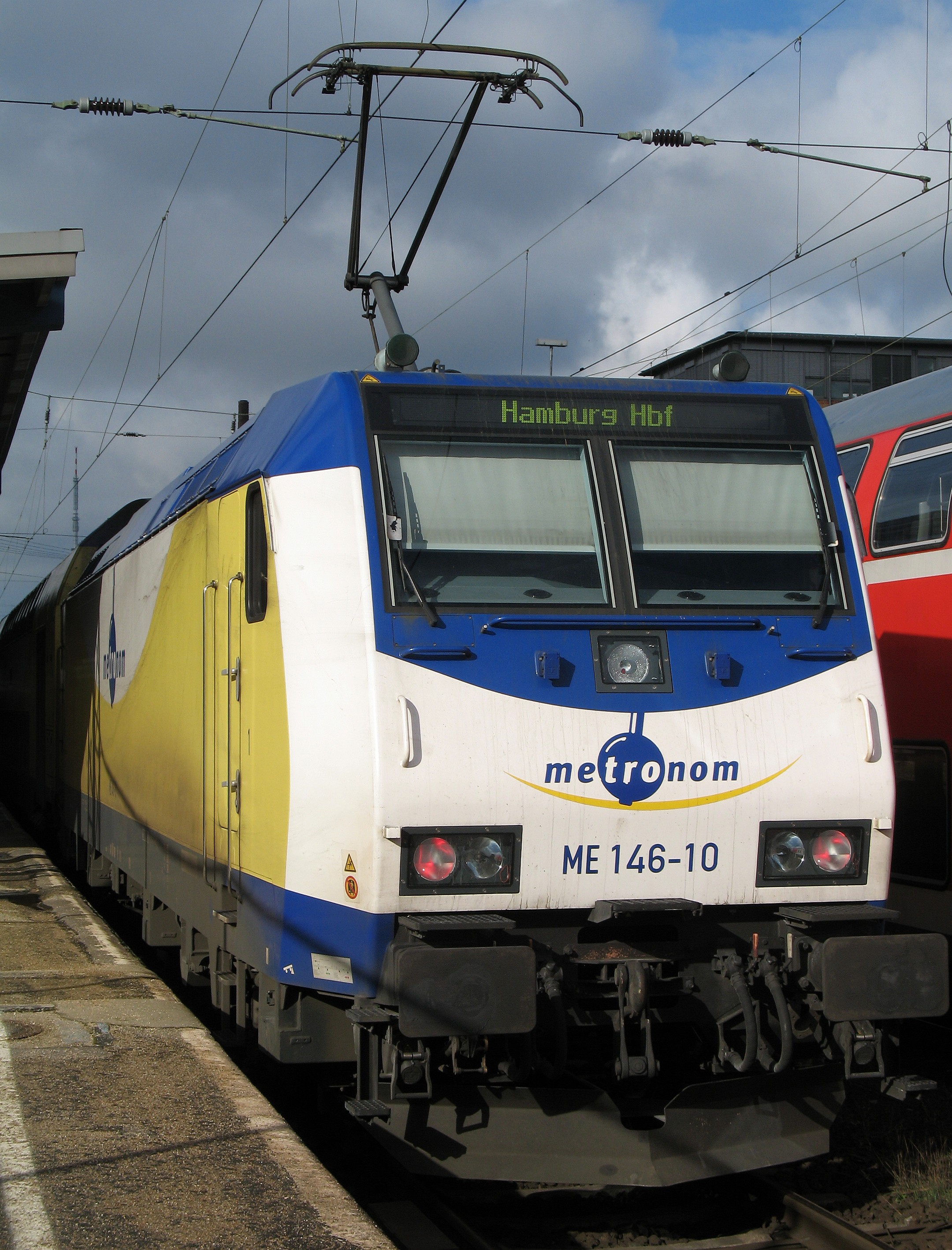
ME 146-10 „Bad Bevensen“ in Bremen Hbf

### Lokomotiven und Wagenmaterial
Das gesamte Rollmaterial stammt aus dem Fahrzeugpool der Landesnahverkehrsgesellschaft Niedersachsen mbH (LNVG). Es ist für die Dauer der jeweiligen Verkehrsleistung angemietet und in den von der LNVG vorgesehenen Farben Blau, Gelb, Grau und Weiß lackiert. Dieses Farbschema (das auch bei den Metronom-Fahrscheinautomaten eingehalten wurde) findet sich sowohl außen als auch innen und unterscheidet die Züge damit deutlich von denen der Deutschen Bahn.

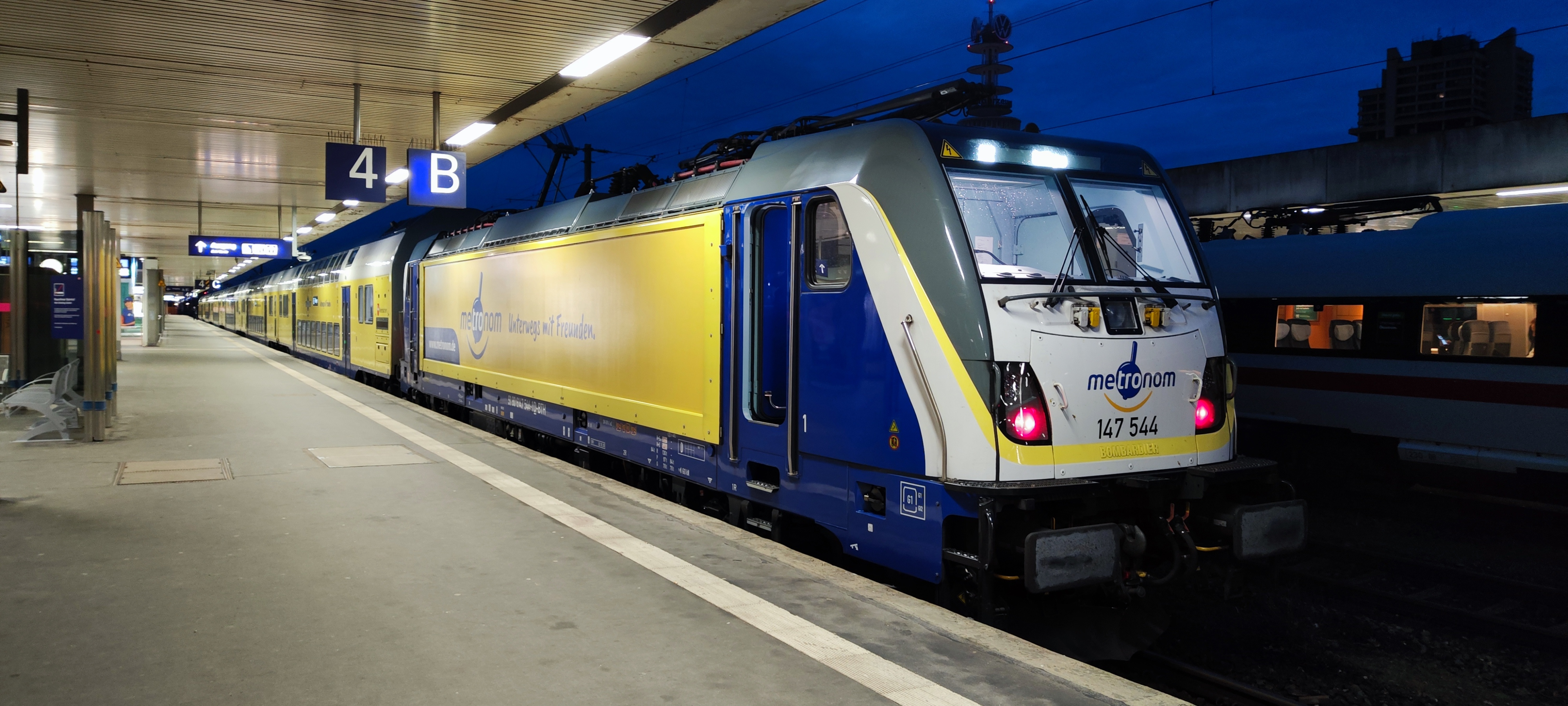
147 544 in Hannover Hbf

Die Triebfahrzeugflotte der Metronom Eisenbahngesellschaft besteht aus 33 Elektrolokomotiven Bombardier TRAXX sowie Doppelstockwagen der vierten und fünften Generation (Bauart „Görlitz“), die ebenfalls von Bombardier gefertigt wurden.
Zwischen 2007 und 2018 gehörten auch acht Diesellokomotiven Bombardier TRAXX P160 DE – Baureihe 246, dazu. Die Baureihe wurde in nur 700 Tagen speziell für die Verbindung Hamburg–Cuxhaven entwickelt. Seit Dezember 2018 werden diese Lokomotiven von der DB-Tochter Start auf derselben Strecke eingesetzt.

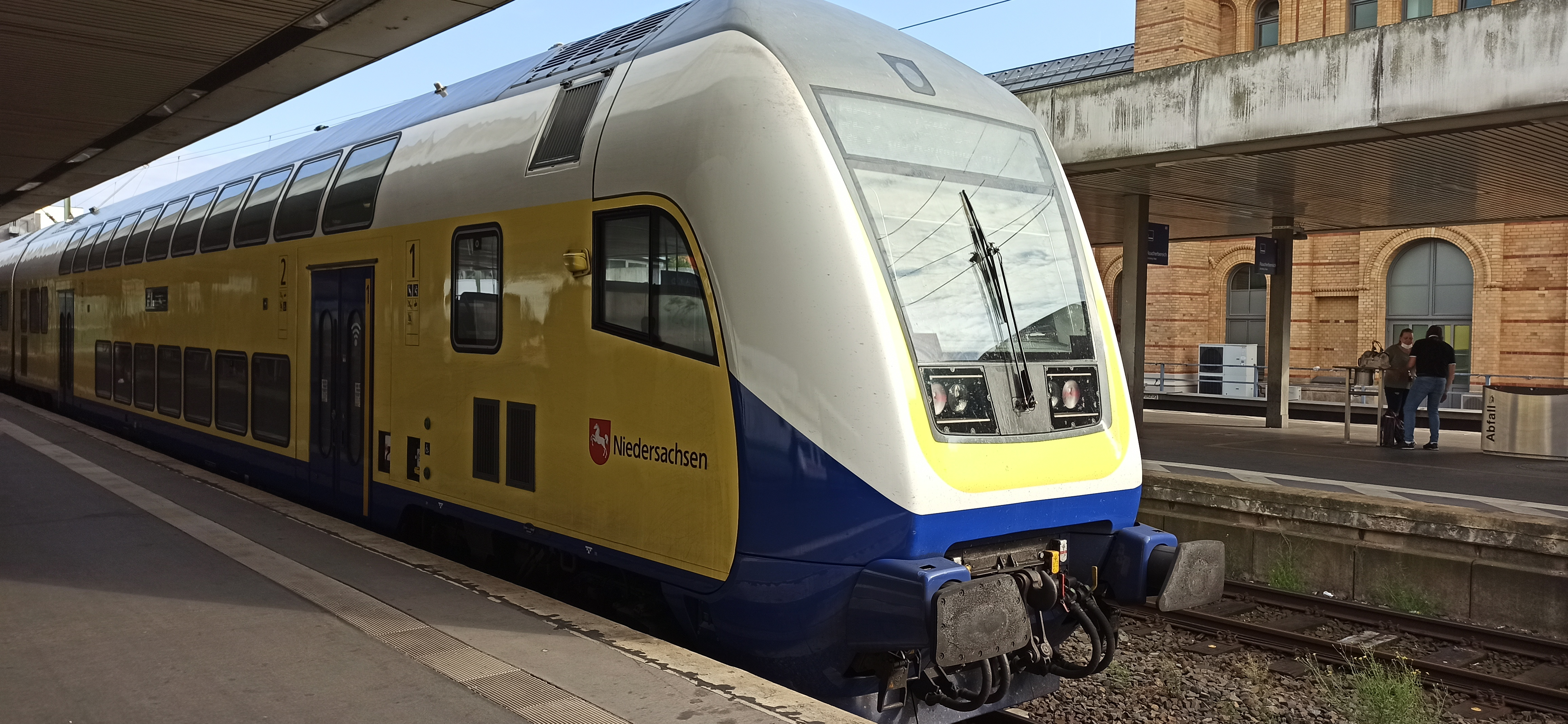
Steuerwagen im neuen Design

Die LNVG modernisiert seit 2019 das vorhandene Wagenmaterial. Alle Wagen – mit Ausnahme der Fahrradwagen – erhielten neue Fußböden, neue Sitze, neue Beleuchtungen, Überwachungskameras, WLAN-Zugänge sowie eine neue Lackierung.

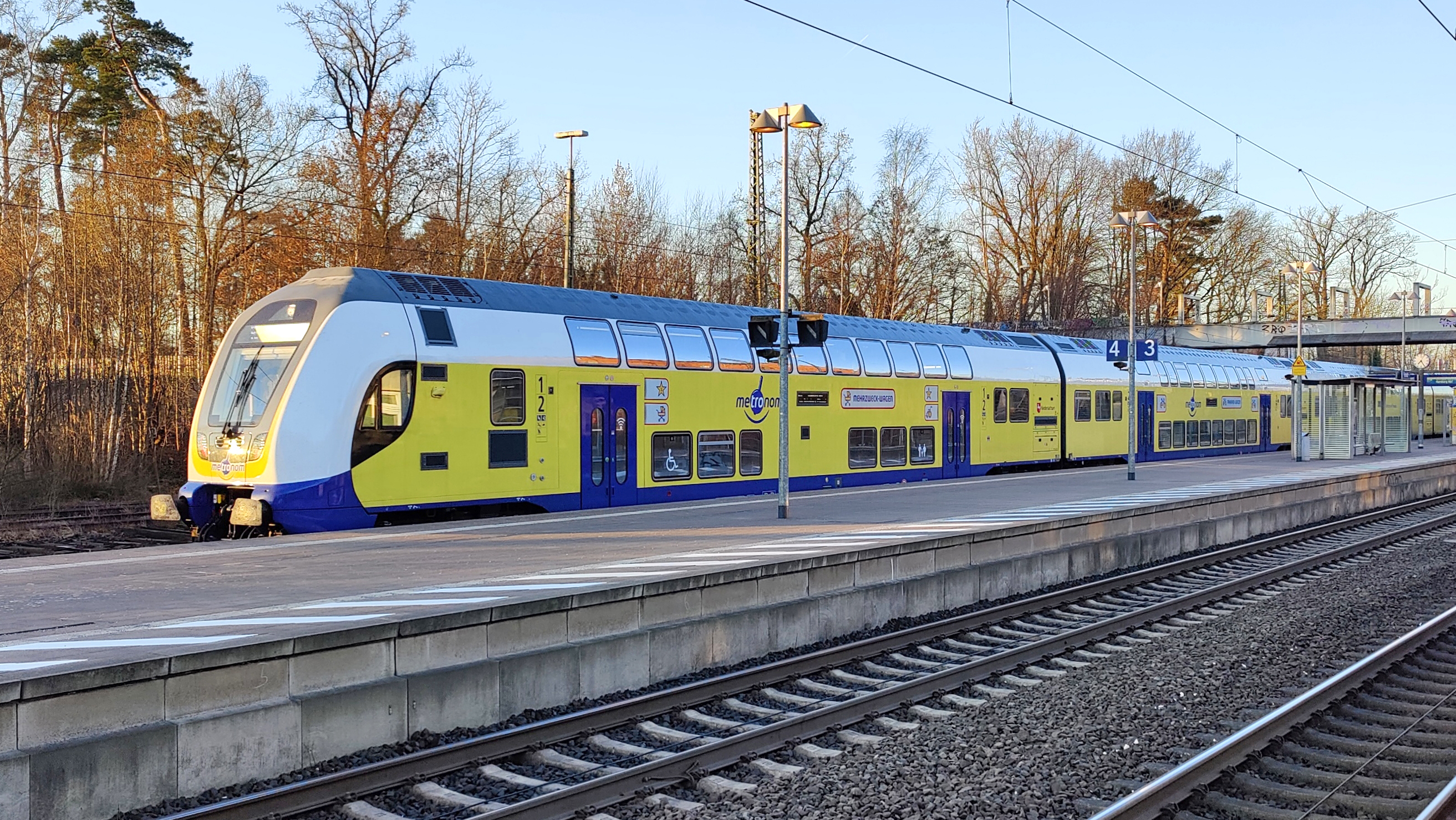
Eine der beiden seit 2021 eingesetzten Twindexx-Garnituren

2021 wurden vom Bahntechnik-Konzern Alstom zwei neue Twindexx-Garnituren (Doppelstockwagen der 5. Generation) an die LNVG ausgeliefert, die zuvor 2020 geordert wurden. Diese sollen den Bestandsfuhrpark gemeinsam mit zwei neuen Lokomotiven der Baureihe 147 ergänzen und weitere betriebliche Reserven für die Modernisierung der Bestandsfahrzeuge liefern. Wegen zahlreicher technischer Probleme ist die Zuverlässigkeit der neuen Garnituren auf einem sehr niedrigen Niveau. So ist unter anderem durch Softwarefehler das Hochfahren der Züge häufig nicht möglich. Die Metronom-Eisenbahngesellschaft macht der LNVG Vorwürfe, da diese Garnituren beschaffte, die bei der Deutschen Bahn seit 2015 immer noch nicht zuverlässig verkehren. Zwei weitere Twindexx-Garnituren mit insgesamt 14 Wagen wurden Anfang 2023 an die LNVG ausgeliefert, diese waren ebenfalls 2020 bestellt worden. Diese Twindexx-Garnituren sind gut erkennbar, da sie – anders als die 2021 gelieferten Garnituren – keine Logos aufweisenen und ohne Lokomotiven beschafft wurden. Sie werden mit den Lokomotiven der Baureihen 146.1 und 146.2 bespannt. Derzeit kommen mit diesen Wagenzügen ausschließlich modernisierte Lokomotiven zum Einsatz. Fast immer ist eine Twindexx-Garnitur mit der 146 514 unterwegs und die andere mit einer Lok der Baureihe 146.1 – besonders häufig kommt 146-06 oder 146-08 zum Einsatz.
Das Einsatzgebiet der vier Twindexx-Ganituren ist derzeit die Regionalexpresslinie RE 2 (Göttingen–Hannover–Uelzen). Dabei sind diese zwischen Hannover und Göttingen ausschließlich mit 6 Wagen und Lok unterwegs. Zwischen 2021 und 2023 kamen die Garnituren auch regelmäßig auf den Linien RE 3 (Hannover–Uelzen–Hamburg) und RE 4 (Bremen–Hamburg) zum Einsatz, was inzwischen jedoch nur noch sehr selten, wenn überhaupt, der Fall ist.
| Lieferserie                                            | Bauart                                                          | Wagenart                                                        | Nummerierungen                                                          | Anzahl                                                          |
| ------------------------------------------------------ | --------------------------------------------------------------- | --------------------------------------------------------------- | ----------------------------------------------------------------------- | --------------------------------------------------------------- |
| Erste Lieferserie (2003)                               | DBpza                                                           | 2. Klasse Wagen mit Hocheinstieg                                | 26-75 001 bis 028 26-75 091 bis 098                                     | 36                                                              |
| Erste Lieferserie (2003)                               | DBpza                                                           | 2. Klasse Wagen mit Hocheinstieg (bis 2010 mit Getränkeautomat) | 96-75 001 bis 008 96-75 091 bis 092                                     | 10                                                              |
| Erste Lieferserie (2003)                               | DBpza                                                           | 2. Klasse Wagen mit Hocheinstieg (ehm. mit 1. Klasse oben)      | 36-75 001 bis 008 36-75 091 bis 092                                     | 10                                                              |
| Erste Lieferserie (2003)                               | DABpbzkfa                                                       | 1./2. Klasse Steuerwagen mit Mehrzweckabteil                    | 86-73 001 bis 008 86-73 091 bis 092                                     | 10                                                              |
| Zweite Lieferserie (2005)                              | DBpza                                                           | 2. Klasse Wagen mit Hocheinstieg                                | 26-75 101 bis 124 26-75 191 bis 198                                     | 32                                                              |
| Zweite Lieferserie (2005)                              | DBpdza                                                          | 2. Klasse Fahrradwagen mit Tiefeinstieg                         | 96-73 001 bis 008 96-73 091 bis 092 96-73 101 bis 106 96-73 191 bis 192 | 18                                                              |
| Zweite Lieferserie (2005)                              | DABpbzkfa                                                       | 1./2. Klasse Steuerwagen mit Mehrzweckabteil                    | 86-73 101 bis 106 86-73 191 bis 192                                     | 08                                                              |
| Dritte Lieferserie (2007-2010)                         | DBpza                                                           | 2. Klasse Wagen mit Hocheinstieg                                | 26-75 201 bis 224 26-75 290 bis 299                                     | 34                                                              |
| Dritte Lieferserie (2007-2010)                         | DBpdza                                                          | 2. Klasse Fahrradwagen mit Tiefeinstieg                         | 96-73 201 bis 213 96-73 291 bis 292                                     | 15                                                              |
| Dritte Lieferserie (2007-2010)                         | DABpbzkfa                                                       | 1./2. Klasse Steuerwagen mit Mehrzweckabteil                    | 86-73 201 bis 207 86-73 291 bis 292 86-73 301 bis 303                   | 12                                                              |
| Vierte Lieferserie (2021) Metronom Twindexx mit Logos  | DABpbzfa                                                        | 1./2. Klasse Twindexx Steuerwagen mit Mehrzweckabteil           | 86-73 501 bis 502                                                       | 02                                                              |
| Vierte Lieferserie (2021) Metronom Twindexx mit Logos  | DBdpza                                                          | 2. Klasse Twindexx Fahrradwagen mit Tiefeinstieg                | 96-73 506 bis 507                                                       | 02                                                              |
| Vierte Lieferserie (2021) Metronom Twindexx mit Logos  | DBdpza                                                          | 2. Klasse Twindexx Ruhewagen mit Tiefeinstieg                   | 96-73 503 bis 508                                                       | 02                                                              |
| Vierte Lieferserie (2021) Metronom Twindexx mit Logos  | DBdpza                                                          | 2. Klasse Twindexx Wagen mit Tiefeinstieg                       | 96-73 ??? bis ???                                                       | 11                                                              |
| Fünfte Lieferserie (2023) Metronom Twindexx ohne Logos | DABpbzfa                                                        | 1./2. Klasse Twindexx Steuerwagen mit Mehrzweckabteil           | 86-73 503 bis 504                                                       | 02                                                              |
| Fünfte Lieferserie (2023) Metronom Twindexx ohne Logos | DBdpza                                                          | 2. Klasse Twindexx Wagen mit Tiefeinstieg                       | 96-73 ??? bis ???                                                       | 10                                                              |
| Summe:                                                 | 185 Doppelstockwagen der 4. Generation 035 Twindexx-Wagen (ca.) | 185 Doppelstockwagen der 4. Generation 035 Twindexx-Wagen (ca.) | 185 Doppelstockwagen der 4. Generation 035 Twindexx-Wagen (ca.)         | 185 Doppelstockwagen der 4. Generation 035 Twindexx-Wagen (ca.) |

#### Elektrische Lokomotiven
Die erste Serie sind die zehn Lokomotiven (146-01 bis 146-10), sie sind vom Typ Bombardier TRAXX P160 AC1, Baureihe 146.1 und wurden 2003 an die LNVG ausgeliefert. Mit diesen Maschinen nahm Metronom den Betrieb der Linien RE 3 (Uelzen–Hamburg) und RE 4 (Bremen–Hamburg) auf.
Die zweite Serie von Lokomotiven beinhaltete acht weitere Maschinen (146-11 bis 146-18) vom Typ Bombardier TRAXX P160 AC2, sie wurden 2005, für die Regionalexpresslinie RE 2 (Göttingen–Hannover–Uelzen) beschafft.
Die dritte Serie umfasste neun weitere Lokomotiven (146 531 bis 539) vom Typ Bombardier TRAXX P160 AC2 und wurde im Jahr 2007 an Metronom übergeben. Die Erweiterung des Fuhrparks war durch die Aufnahme zusätzlicher Linien nötig, konkret der RB 31 (Lüneburg–Hamburg) und RB 41 (Bremen–Hamburg).
Die vierte Serie bestand lediglich aus zwei 2013 beschafften Lokomotiven (146 541 und 542) vom Typ Bombardier TRAXX P160 AC2.
Die fünfte Serie bestand ebenfalls nur aus zwei Lokomotiven (147 543 und 544). Erstmals wurden dabei Fahrzeuge vom Typ Bombardier TRAXX P160 AC3 beschafft. Sie dienen zur Bespannung von zwei Twindexx-Garnituren, die im Jahr 2021 ausgeliefert wurden, um einen Engpass an Wagenmaterial während der anstehenden Modernisierung älterer Fahrzeuge zu vermeiden.

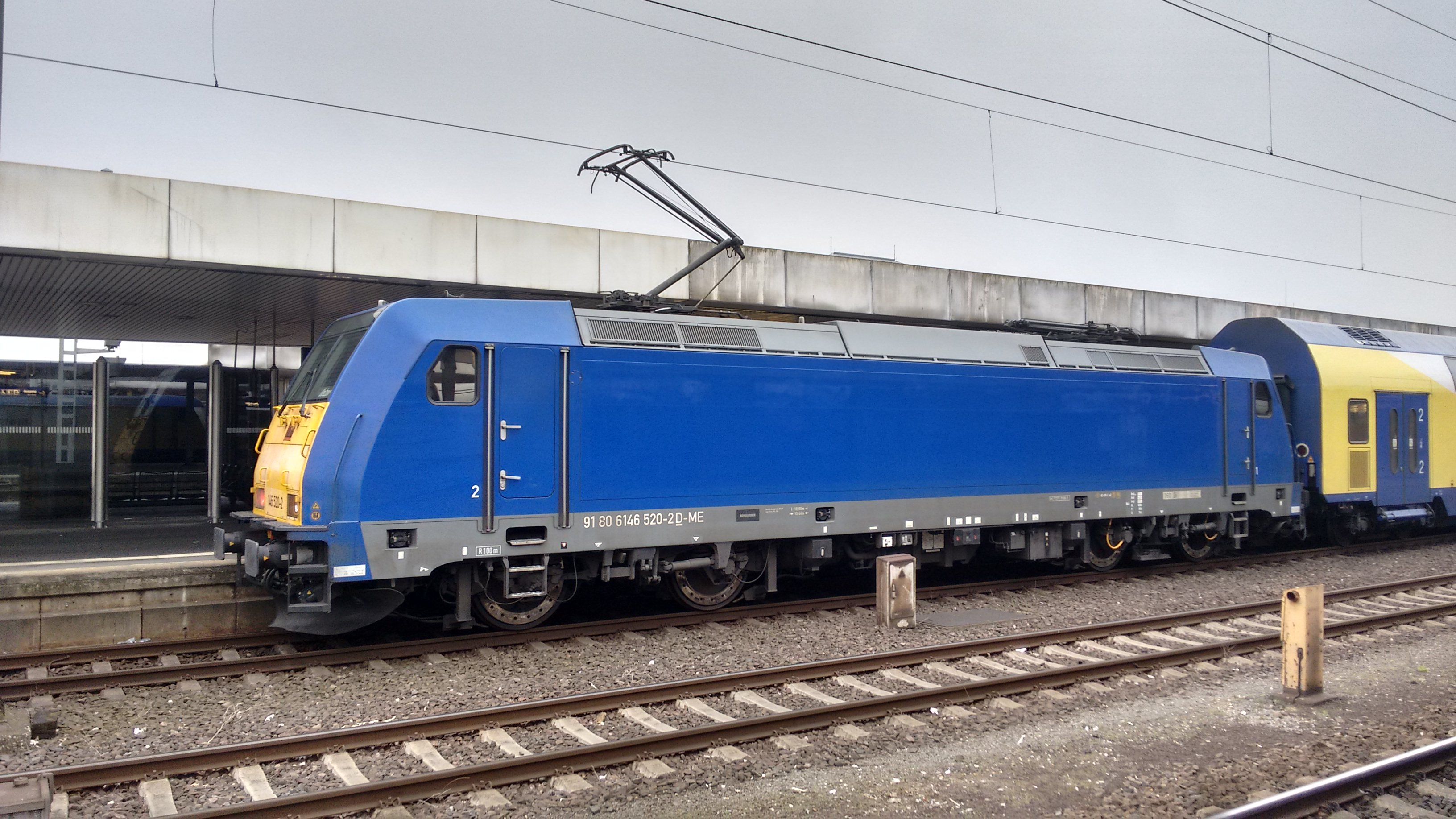
Blaue Metronom-Lokomotive 146 520 in Hannover Hbf

Im Rahmen der Betriebsaufnahme wurden einige Lokomotiven auf den Namen einer Stadt oder eines Ortes der Strecken getauft. Seit 2019 werden, analog zu den Doppelstockwagen, auch die Lokomotiven der Baureihe 146 modernisiert. Dabei erfolgt unter anderem eine Neulackierung im neuen Design sowie der Einbau von LED-Zugzielanzeigern. Die Taufnamen sind seit der Modernisierung bis auf weiteres nicht mehr an den Fahrzeugen angeschrieben.
Die Lokomotiven 146 519 bis 522 sind zur Steigerung der Kapazität des Fahrzeugparks regelmäßig extern angemietet worden. Sie tragen die blau-gelbe Farbgebung der damaligen Connex-Gruppe und wurden von dieser im Jahr 2005 ursprünglich unter anderem für den Einsatz vor den InterConnex-Zügen beschafft. Im Jahr 2016 wurden alle vier an die Macquarie European Rail verkauft und gelangten über diese in den Besitz von Akiem. Die 146 519 und 521 erwarb die LNVG im Jahr 2021 von Akiem, sie gehören seitdem zum LNVG-Fahrzeugpool. Die 146 520 und 522 sind seitdem nicht mehr für die LNVG im Einsatz und infolgedessen hier nicht aufgeführt.
| Fahrzeugnummer                                                                        | Bild                                        | Bildbeschreibung                                                                                  | Kurznummer | Taufname                  | Besonderheiten |
| ------------------------------------------------------------------------------------- | ------------------------------------------- | ------------------------------------------------------------------------------------------------- | ---------- | ------------------------- | --- |
| 91 80 6146 501-2 D-BTH                                                                |                                             | 146-01 als RE 3 nach Hamburg Hbf bei Betreitstellung an Gleis 103 in Uelzen                       | ME 146-01  | Scheeßel                  | 2006 – "60 Jähriges Jubiläum Niedersachsen" Lackierung                                                                                             |
| 91 80 6146 502-0 D-BTH                                                                |                                             | 146-02 bei Einfahrt an Gleis 6 in Lüneburg (Westseite) zur weiterfahrt als RB 31 nach Hamburg Hbf | ME 146-02  | Lüneburg                  | |
| 91 80 6146 503-8 D-BTH                                                                |                                             | 146-03 bei Ausfahrt in Hamburg-Harburg                                                            | ME 146-03  | Bienenbüttel              | |
| 91 80 6146 504-6 D-BTH                                                                |                                             | 146-04 als RE 3 nach Hamburg Hbf in Winsen (Luhe) an Gleis 1                                      | ME 146-04  | Buchholz in der Nordheide | |
| 91 80 6146 505-3 D-BTH                                                                |                                             | 146-05 als RB 31 nach Lüneburg bei Einfahrt in Bardowick an Gleis 3                               | ME 146-05  | Rotenburg (Wümme)         | |
| 91 80 6146 506-1 D-BTH                                                                |                                             | 146-06 als RE 3 nach Hamburg Hbf bei Einfahrt in Hannover Hbf                                     | ME 146-06  | Winsen (Luhe)             | |
| 91 80 6146 507-9 D-BTH                                                                |                                             | 146-07 als RE 4 nach Bremen Hbf bei Ausfahrt in Hamburg-Harburg                                   | ME 146-07  | Lauenbrück                | |
| 91 80 6146 508-7 D-BTH                                                                |                                             | 146-08 mit einem Twindexx als RE 2 nach Hannover Hbf in Uelzen an Gleis 301                       | ME 146-08  | Uelzen                    | |
| 91 80 6146 509-5 D-BTH                                                                |                                             | 146-09 als RB 31 nach Lüneburg bei Ausfahrt in Hamburg-Harburg                                    | ME 146-09  | Tostedt                   | |
| 91 80 6146 510-3 D-BTH                                                                |                                             | 146-10 als RB 31 nach Lüneburg bei Einfahrt in Bardowick an Gleis 3                               | ME 146-10  | Bad Bevensen              | |
| 91 80 6146 511-1 D-BTH0                                                               |                                             | 146 511 als RE 4 nach Bremen Hbf bei Ausfahrt in Hamburg-Harburg                                  | ME 146-11  | Einbeck                   | |
| 91 80 6146 512-9 D-BTH                                                                |                                             | 146-12 in Hannover Hbf                                                                            | ME 146-12  | Northeim                  | |
| 91 80 6146 513-7 D-BTH                                                                |                                             | 146 513 bei Einfahrt in Hamburg-Harburg                                                           | ME 146-13  | Alfeld (Leine)            | |
| 91 80 6146 514-5 D-BTH                                                                |                                             | 146 514 mit RE 2 nach Uelzen in Hannover Hbf                                                      | ME 146-14  | Sarstedt                  | |
| 91 80 6146 515-2 D-BTH                                                                |                                             | 146 515 als RE 3 nach Uelzen in Radbruch                                                          | ME 146-15  | Elze                      | |
| 91 80 6146 516-0 D-BTH                                                                |                                             | 146 516 als RB 31 nach Lüneburg in Radbruch                                                       | ME 146-16  | Celle                     | |
| 91 80 6146 517-8 D-BTH                                                                |                                             | 146-17 in Ashausen                                                                                | ME 146-17  | Langenhagen               | 2020 – "Cambio Car Sharing" Werbung 2013 – "10 Jahre Metronom" Lackierung                                                                          |
| 91 80 6146 518-6 D-BTH                                                                | –                                           | –                                                                                                 | ME 146-18  | Burgwedel                 | 2011 – "50 Millionen Kilometer mit dem Zug durch Niedersachsen" seit 2018 – "105.000.000km sicher mit dem Zug durch Niedersachse                   |
| 91 80 6146 519-4 D-BTH                                                                |                                             | 146 519 bei Bereitstellung als RE 3 nach Hamburg Hbf an Gleis 103 in Uelzen                       | 146 519-4  | –                         | Farbgebung der Connex-Gruppe |
| 91 80 6146 521-0 D-BTH                                                                |                                             | 146 521 bei Ausfahrt als RE 2 nach Uelzen in Hannover Hbf                                         | 146 521-0  | –                         | Farbgebung der Connex-Gruppe |
| 91 80 6146 521-0 D-BTH                                                                | 146 521 noch ummodernisiert in Hannover Hbf |                                                                                                   | 146 521-0  | –                         | Farbgebung der Connex-Gruppe |
| 91 80 6146 531-9 D-BTH                                                                |                                             | 146 531 noch unmodernisiert bei Bereitstellung als RE 2 nach Hannover Hbf auf Gleis 103 in Uelzen | 146 531-9  | Maschen                   | |
| 91 80 6146 532-7 D-BTH                                                                |                                             | 146 532 noch unmodernisiert als RE 3 nach Hannover Hbf bei Durchfahrt in Hannover-Vinnhorst       | 146 532-7  | Meckelfeld                | 2011 – "50 Millionen Kilometer mit dem Zug durch Niedersachsen"                                                                                    |
| 91 80 6146 533-5 D-BTH                                                                |                                             | 146 533 noch unmodernisiert als RB 31 nach Bremen Hbf in Hamburg-Harburg                          | 146 533-5  | Bardowick                 | |
| 91 80 6146 534-3 D-BTH                                                                | –                                           | –                                                                                                 | 146 534-3  | Hittfeld                  | |
| 91 80 6146 535-0 D-BTH                                                                |                                             | 146 535 noch unmodernisiert in Bardowick                                                          | 146 535-0  | Eschede                   | 2010 – Rizzi Kunst Werbefolierung |
| 91 80 6146 536-8 D-BTH                                                                |                                             | 146 536 als RE 3 nach Uelzen in Radbruch                                                          | 146 536-8  | Bremen                    | |
| 91 30 6146 537-6 D-BTH                                                                |                                             | 146 537 noch unmodernisiert als RE 4 nach Bremen Hbf in Scheeßel                                  | 146 537-6  | Stelle                    | |
| 91 80 6146 538-4 D-BTH                                                                |                                             | 146 538 noch unmodernisiert als RE 3 nach Uelzen in Bad Bevensen                                  | 146 538-4  | Rosengarten-Klecken       | |
| 91 80 6146 539-2 D-BTH                                                                |                                             | 146 539 noch unmodernisiert als RB 31 nach Lüneburg in Bardowick                                  | 146 539-2  | –                         | |
| 91 80 6146 541-8 D-BTH                                                                |                                             | 146 541 noch unmodernisiert in Hannover Hbf, hierbei trägt sie die "Lüneburger Heide" Werbung     | 146 541-8  | –                         | seit Auslieferung fehlt die weiße Silbe an der Seite seit ende 2017 – "Lüneburger Heide" Lackierung August 2017 – "open R festival Uelzen" Werbung |
| 91 80 6146 542-6 D-BTH                                                                |                                             | 146 542 noch unmodernisiert als RB 31 nach Lüneburg in Radbruch                                   | 146 542-6  | Uta Gezork a              | seit Auslieferung fehlt die weiße Silbe an der Seite 2013 – "10 Jahre Metronom" Lackierung                                                         |
| 91 80 6147 543-3 D-BTH                                                                | –                                           | –                                                                                                 | 147 543-3  | –                         | |
| 91 80 6147 544-1 D-BTH                                                                |                                             | 147 544 mit ihrem Twindexx als RE 2 nach Göttingen kurz vor Abfahrt in Hannover Hbf               | 147 544-1  | –                         | |
| a Uta Gezork ist eine Metronom-Fahrgastbetreuerin und -Lokführerin der ersten Stunde. |                                             |                                                                                                   |            |                           | |

#### Diesellokomotiven

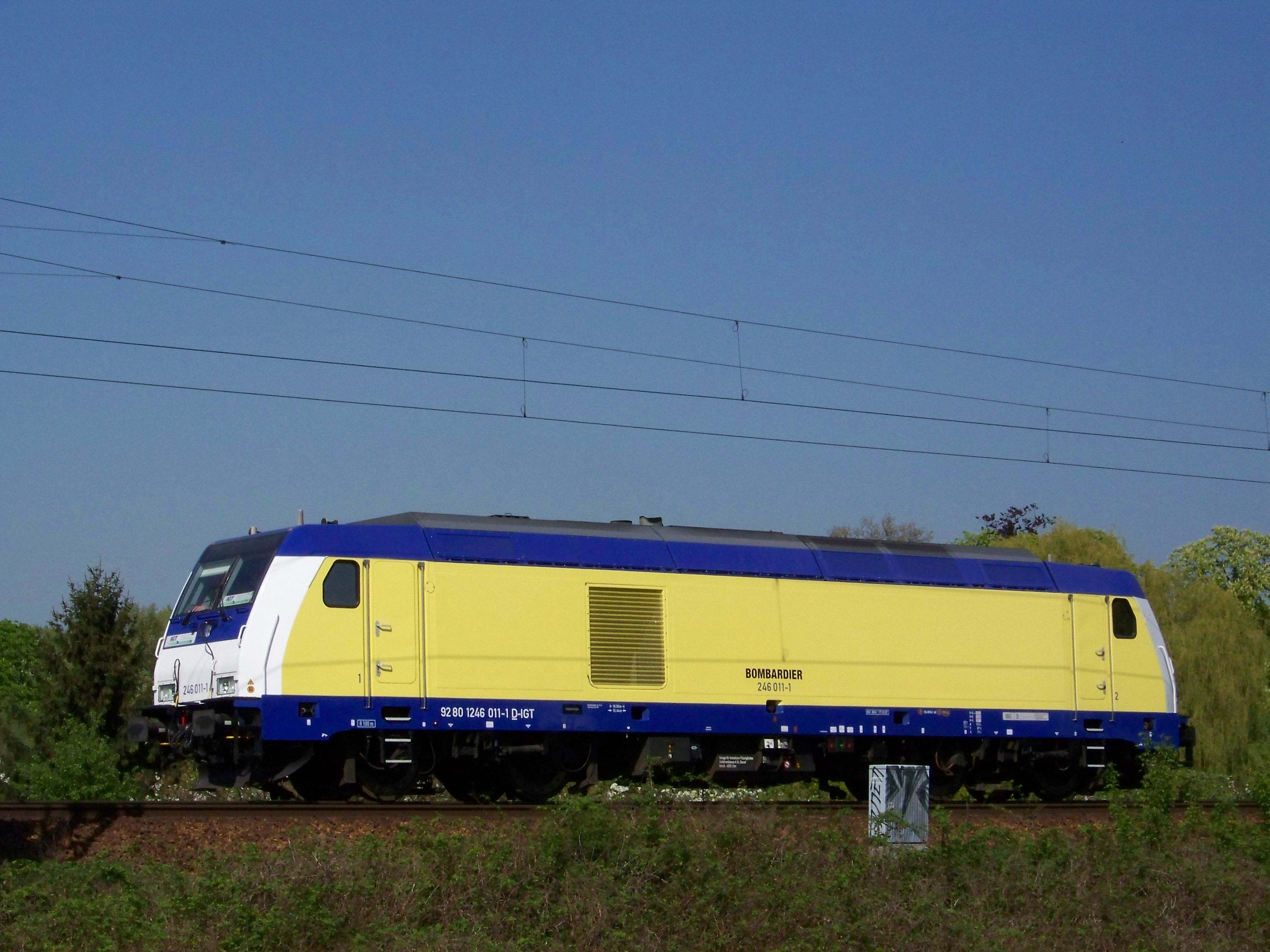
Lokomotive 246 011

Die Lokomotive 92 80 1246 011-1 D-IGT (246 011) trug bis Ende 2013 die Farben der LNVG, war aber nicht planmäßig für Metronom unterwegs. Nur bei einem längerfristigen Ausfall von regulären Lokomotiven kam sie bei Metronom zum Einsatz. Die 246 001 ist im Oktober an die Havelländische Eisenbahn (HVLE) verkauft worden, ebenso die 246 010.

#### Wagenreihung der Metronom-Züge
Grundsätzlich ist bei den lokbespannten Wendezügen der Steuerwagen Richtung Hamburg gereiht. Der Steuerwagen ist mit einer Rollstuhlrampe ausgestattet, bietet ein barrierefreies WC und im Obergeschoss ein 1.-Klasse-Abteil. Hinter dem Steuerwagen befindet sich ein Fahrradwagen, normalerweise gefolgt von vier Doppelstockwagen. Der Wagen hinter der Lokomotive ist auf allen Strecken ein Ruhewagen. Seit 2023 verkehren allerdings auch zunehmend Züge abweichend gereiht.

## Präsenz in der Öffentlichkeit und Kundenzeitschrift
Die Kommunikation von Metronom erfolgt in den jeweiligen Regionen der Verkehrsnetze über die beiden Marken des Unternehmens: metronom und enno. Im Februar 2017 erhielten Metronom und die gestaltenden Werbeagenturen den Deutschen Mediapreis für die beste Werbung im öffentlichen Raum.
Die unternehmenseigene Kundenzeitschrift heißt momente. Sie erscheint vierteljährlich gedruckt und ist auch im Internet abrufbar. Sie informiert in erster Linie über Metronom selbst sowie Änderungen im Fahrplan, bei der Wagenausstattung oder ähnlichem. Darüber hinaus wird Wissenswertes über Metronom, Reise- und Veranstaltungstipps, zu aktuellen Themen sowie Allgemeines zur Jahreszeit oder Eisenbahn geboten. Seit der Betriebsaufnahme des enno-Netzes enthält die momente auch einen speziell gestalteten Heftteil für enno.

### Metronom im Modell
Aktuell bieten mehrere Modelleisenbahn-Hersteller Modelle in Metronom-Farbgebung an. Vertreten sind die Nenngrößen N, TT und H0 von Piko, Roco, Tillig, Trix und Märklin. Die Modelle basieren auf dort vorhandenen Lokomotiv- und Wagenmodell-Formen aus dem Programm dieser Hersteller und entsprechen nicht immer genau dem Vorbild. Nicht alle Wagentypen sind erhältlich, um sich einen vorbildgerechten Metronom-Zug zusammenzustellen.

## Kritik
Am 11. August 2023 führte Metronom aufgrund anhaltenden Personalmangels zum 28. August 2023 einen „Ersatzfahrplan“ für alle Linien außer RE 2 (und enno) ein. Dieser sollte bis zum Fahrplanwechsel 2023 gelten, wurde aber am 28. November 2023 bis zum 3. Februar 2024 verlängert. Es entfielen unter anderem alle Verstärkerzüge zwischen Harburg und Tostedt bzw. Lüneburg der Linien RE 3, RE 4, RB 31 und RB 41, sowie die ersten und letzten Expresszüge eines Tages jeweils ersatzlos. Auch Taktzüge entfielen vor allem am Wochenende und wurden in Einzelfällen im Fahrplan durch einen SEV ersetzt. Auf Initiative der LNVG wurde daraufhin die Situation zwischen Hamburg-Harburg und Lüneburg unter der Woche verbessert. Unter anderem wurden vom 10. November bis zum Fahrplanwechsel 2023 fünf ICEs zwischen Lüneburg und Hamburg für Zeitkarten freigegeben und ab dem 15. Januar 2024 drei Umläufe des RE 5 Cuxhaven–Harburg bis Winsen verlängert. Am 25. Januar 2024 gab Metronom bekannt, dass auch bis 29. Juli 2024 nur nach einem Ersatzfahrplan gefahren wird, allerdings mit etwa 30 % weniger Zugausfällen, wodurch einige Verstärkerfahrten zu den Hauptverkehrszeiten in den Fahrplan aufgenommen wurden. Am 24. Juli 2024 wurde bekannt gegeben, dass bereits ab dem 30. Juli wieder alle Verstärker ersatzlos entfallen, sowie ein Nachtzugpaar zwischen Uelzen und Lüneburg. Die Nachtzüge zwischen Scheeßel und Bremen am Wochenende wurden ebenfalls durch Busse ersetzt. Vom Ersatzfahrplan war seitdem auch der RE 2 betroffen, von dem am Wochenende jeder dritte Zug zwischen Hannover und Göttingen entfiel. Die drei Zugpaare von Start Unterelbe zwischen Winsen und Harburg blieben erhalten. Zum Fahrplanwechsel 2024 wurde der bestehende Fahrplan verlängert und in „Stabilisierungsfahrplan“ umbenannt. Diese Entscheidung wurde vor allem vom Fahrgastverband Pro Bahn kritisiert. Im Februar 2025 wurde auf der Website der Metronom Eisenbahngesellschaft ein neuer Fahrplan veröffentlicht, mit Gültigkeit ab dem 3. März 2025 bis zum Fahrplanwechsel im Dezember 2025, in dem alle Verstärker- und Wochenendfahrten wieder vorgesehen sind.